# 1001 film, amit látnod kell, mielőtt meghalsz
Az 1001 film, amit látnod kell, mielőtt meghalsz (1001 Movies You Must See Before You Die) egy filmkritika-gyűjtemény, amelyet Steven Jay Schneider szerkesztett, és számos kritikus írt a világ minden tájáról. A könyv minden filmről rövid összefoglalót, kritikát és fotókat tartalmaz. A filmeket megjelenésük sorrendjében sorolja fel, az első Georges Méliès Utazás a Holdba című filmje 1902-ből, az utolsó film kiadásonként változik (a 2011-es kiadásban A félszemű a Coen testvérektől). A szerzők között található Adrian Martin, Jonathan Rosenbaum, Richard Pena, David Stratton és Margaret Pomeranz kritikus. Az első magyar nyelvű kiadás 2004-ben jelent meg a Gabo gondozásában. Azóta még 2005-ben, 2007-ben és 2011-ben frissítették. A 2011-es kiadás borítóján Natalie Portman, míg a korábbiakon Janet Leigh látható. Az alábbi lista a 2005-ös kiadásban megjelentet tartalmazza.
A könyv főként Ausztráliában ért el nagy sikert, ahol 2004 áprilisában egy héten keresztül a hetedik legkeresettebb kiadványnak számított.

## A lista

### 1900-as évek
| Eredeti cím             | Magyar cím         | Rendező         | Megjelenés éve |
| ----------------------- | ------------------ | --------------- | -------------- |
| Le Voyage dans la Lune  | Utazás a Holdba    | Georges Méliès  | 1902           |
| The Great Train Robbery | A nagy vonatrablás | Edwin S. Porter | 1903           |

### 1910-es évek
| Eredeti cím           | Magyar cím           | Rendező         | Megjelenés éve |
| --------------------- | -------------------- | --------------- | -------------- |
| The Birth of a Nation | Egy nemzet születése | D. W. Griffith  | 1915           |
| Les Vampires          | Vámpírok             | Louis Feuillade | 1915           |
| Intolerance           | Türelmetlenség       | D. W. Griffith  | 1916           |
| Broken Blossoms       | Letört bimbók        | D. W. Griffith  | 1919           |

### 1920-as évek
| Eredeti cím                   | Magyar cím                                | Rendező                                  | Megjelenés éve |
| ----------------------------- | ----------------------------------------- | ---------------------------------------- | -------------- |
| Das Cabinet des Dr. Caligari  | Dr. Caligari                              | Robert Wiene                             | 1920           |
| Way Down East                 | Út a boldogság felé                       | D. W. Griffith                           | 1920           |
| Within Our Gates              | Közöttünk történt                         | Oscar Micheaux                           | 1920           |
| The Phantom Carriage          | A halál kocsisa                           | Victor Sjöström                          | 1921           |
| Orphans of the Storm          | Árvák a viharban                          | D. W. Griffith                           | 1921           |
| La Souriante Madame Beudet    | A mosolygó Madame Beudet                  | Germaine Dulac                           | 1922           |
| Dr. Mabuse, Der Spieler (1-2) | Dr. Mabuse, a játékos                     | Fritz Lang                               | 1922           |
| Nanook of the North           | Nanuk, az eszkimó                         | Robert J. Flaherty                       | 1922           |
| Nosferatu                     | Nosferatu                                 | Friedrich Wilhelm Murnau                 | 1922           |
| Foolish Wives                 | Szeszélyes asszonyok                      | Erich von Stroheim                       | 1922           |
| Häxan                         | Boszorkányok                              | Benjamin Christensen                     | 1923           |
| Our Hospitality               | Isten hozta!                              | Buster Keaton                            | 1923           |
| La roue                       | A száguldó kerék                          | Abel Gance                               | 1923           |
| The Thief of Bagdad           | A bagdadi tolvaj                          | Raoul Walsh                              | 1924           |
| Sztacska                      | Sztrájk                                   | Szergej Mihajlovics Eisenstein           | 1924           |
| Greed                         | Gyilkos arany                             | Erich von Stroheim                       | 1924           |
| Sherlock, Jr.                 | Ifjabb Sherlock Holmes                    | Buster Keaton                            | 1924           |
| Der letzte Mann               | Az utolsó ember                           | Friedrich Wilhelm Murnau                 | 1924           |
| Seven Chances                 | Hét esély                                 | Buster Keaton                            | 1925           |
| The Phantom of the Opera      | Az operaház fantomja                      | Rupert Julian                            | 1925           |
| Броненосец «Потёмкин»         | Patyomkin páncélos                        | Szergej Eisenstein                       | 1925           |
| The Gold Rush                 | Aranyláz                                  | Charlie Chaplin                          | 1925           |
| The Big Parade                | A nagy parádé / Lángba borult világ       | King Vidor                               | 1925           |
| Metropolis                    | Metropolis                                | Fritz Lang                               | 1927           |
| Sunrise                       | Virradat                                  | Friedrich Wilhelm Murnau                 | 1927           |
| The General                   | A generális                               | Clyde Bruckman                           | 1927           |
| The Unknown                   | Az ismeretlen                             | Tod Browning                             | 1927           |
| Oktyabr                       | Október                                   | Szergej Eisenstein Grigorij Alekszandrov | 1927           |
| The Jazz Singer               | A dzsesszénekes / A jazzénekes            | Alan Crosland                            | 1927           |
| Napoléon                      | Napóleon                                  | Abel Gance                               | 1927           |
| The Kid Brother               | Öcskös                                    | Ted Wilde                                | 1927           |
| The Crowd                     | Dübörgő élet                              | King Vidor                               | 1928           |
| The Docks of New York         | New York kikötői                          | Josef von Sternberg                      | 1928           |
| Un chien andalou              | Andalúziai kutya                          | Luis Buñuel                              | 1928           |
| La Passion de Jeanne d'Arc    | Jeanne d’Arc szenvedései                  | Carl Theodor Dreyer                      | 1928           |
| Steamboat Bill, Jr.           | Az ifjabb Gőzös / Az ifjabb Gőzhajós Bill | Charles Reisner                          | 1928           |
| Potomok Csingiszhana          | Vihar Ázsia felett / Dzsingisz kán utóda  | Vszevolod Pudovkin                       | 1928           |
| Blackmail                     | Zsarolás                                  | Alfred Hitchcock                         | 1929           |
| Cselovek sz kinoapparatom     | Ember a felvevőgéppel                     | Dziga Vertov                             | 1929           |
| Die Büchse der Pandora        | Pandóra szelencéje                        | G. W. Pabst                              | 1929           |

### 1930-as évek
| Eredeti cím                                               | Magyar cím                                          | Rendező                                      | Megjelenés éve |
| --------------------------------------------------------- | --------------------------------------------------- | -------------------------------------------- | -------------- |
| Der blaue Engel                                           | A kék angyal                                        | Josef von Sternberg                          | 1930           |
| L'Age D'Or                                                | Aranykor                                            | Luis Buñuel                                  | 1930           |
| Zemlja                                                    | Föld                                                | Alekszandr Petrovics Dovzsenko               | 1930           |
| Little Caesar                                             | A kis cézár                                         | Mervyn LeRoy                                 | 1930           |
| All Quiet on the Western Front                            | Nyugaton a helyzet változatlan                      | Lewis Milestone                              | 1930           |
| À Nous la Liberté                                         | Éljen a szabadság!                                  | René Clair                                   | 1931           |
| Le million                                                | A millió                                            | René Clair                                   | 1931           |
| Tabu                                                      | Tabu                                                | Robert J. Flaherty, Friedrich Wilhelm Murnau | 1931           |
| Dracula                                                   | Drakula                                             | Tod Browning                                 | 1931           |
| Frankenstein                                              | Frankenstein                                        | James Whale                                  | 1931           |
| City Lights                                               | Nagyvárosi fények                                   | Charlie Chaplin                              | 1931           |
| The Public Enemy                                          | A közellenség                                       | William A. Wellman                           | 1931           |
| M                                                         | M – Egy város keresi a gyilkost                     | Fritz Lang                                   | 1931           |
| La Chienne                                                | A szuka                                             | Jean Renoir                                  | 1931           |
| Wampyr                                                    | Vámpír                                              | Carl Theodor Dreyer                          | 1932           |
| Love Me Tonight                                           | Ma éji szerelmem                                    | Rouben Mamoulian                             | 1932           |
| Boudu, savé des eaux                                      | A vízből kimentett Boudu                            | Jean Renoir                                  | 1932           |
| I Am a Fugitive from a Chain Gang                         | Szökevény vagyok                                    | Hal B. Wallis                                | 1932           |
| Trouble in Paradise                                       | Becsületes megtaláló                                | Ernst Lubitsch                               | 1932           |
| Scarface                                                  | A sebhelyes arcú                                    | Howard Hawks                                 | 1932           |
| Shanghai Express                                          | Sanghaj expressz                                    | Josef von Sternberg                          | 1932           |
| Freaks                                                    | Szörnyszülöttek                                     | Tod Browning                                 | 1932           |
| Me and My Gal                                             | Az én csajom (Vad lány)                             | Raoul Walsh                                  | 1932           |
| Zero de conduite                                          | Magatartásból elégtelen                             | Jean Vigo                                    | 1933           |
| 42nd Street                                               | 42-ik utca                                          | Lloyd Bacon                                  | 1933           |
| Footlight Parade                                          | Rivaldafény parádé                                  | Lloyd Bacon                                  | 1933           |
| Gold Diggers of 1933                                      | Aranyásók 1933-ban                                  | Mervyn LeRoy                                 | 1933           |
| She Done Him Wrong                                        |                                                     | Lowell Sherman                               | 1933           |
| Duck Soup                                                 | Kacsaleves                                          | Leo McCarey                                  | 1933           |
| Queen Christina                                           | Krisztina királynő                                  | Rouben Mamoulian                             | 1933           |
| Las Hurdes                                                | A hurdok / Föld kenyér nélkül                       | Luis Buñuel                                  | 1933           |
| King Kong                                                 | King Kong                                           | Merian C. Cooper, Ernest B. Schoedsack       | 1933           |
| The Bitter Tea of General Yen                             |                                                     | Frank Capra                                  | 1933           |
| Sons of the Desert                                        | A sivatag fiai                                      | William A. Seiter                            | 1933           |
| It's a Gift                                               |                                                     | Norman Z. McLeod                             | 1934           |
| Triumph des Willens                                       | Az akarat diadala                                   | Leni Riefenstahl                             | 1934           |
| L'Atalante                                                | Atalante                                            | Jean Vigo                                    | 1934           |
| The Black Cat                                             | A fekete macska                                     | Edgar G. Ulmer                               | 1934           |
| Judge Priest                                              |                                                     | John Ford                                    | 1934           |
| It Happened One Night                                     | Ez történt egy éjszaka                              | Frank Capra                                  | 1934           |
| The Thin Man                                              | A sovány ember                                      | W. S. Van Dyke                               | 1934           |
| Captain Blood                                             | Blood kapitány                                      | Kertész Mihály                               | 1935           |
| Mutiny on the Bounty                                      | Lázadás a Bountyn                                   | Frank Lloyd                                  | 1935           |
| A Night at the Opera                                      | Botrány az operában                                 | Sam Wood                                     | 1935           |
| The 39 Steps                                              | 39 lépcsőfok                                        | Alfred Hitchcock                             | 1935           |
| Bride of Frankenstein                                     | Frankenstein menyasszonya                           | James Whale                                  | 1935           |
| Top Hat                                                   | Frakkban és klakkban                                | Mark Sandrich                                | 1935           |
| Partie de campagne                                        | Mezei kirándulás                                    | Jean Renoir                                  | 1936           |
| Modern Times                                              | Modern idők                                         | Charlie Chaplin                              | 1936           |
| Swing Time                                                | Egymásnak születtünk                                | George Stevens                               | 1936           |
| My Man Godfrey                                            | Finom família                                       | Gregory La Cava                              | 1936           |
| Mr. Deeds Goes to Town                                    | Váratlan örökség                                    | Frank Capra                                  | 1936           |
| Camille                                                   | A kaméliás hölgy                                    | George Cukor                                 | 1936           |
| Sabotage                                                  | Szabotázs                                           | Alfred Hitchcock                             | 1936           |
| Dodsworth                                                 | Az élni vágyó asszony                               | William Wyler                                | 1936           |
| Things to Come                                            | Mi lesz holnap?                                     | William Cameron Menzies                      | 1936           |
| Le Roman d'un tricheur                                    | Egy szélhámos naplója                               | Sacha Guitry                                 | 1936           |
| Captains Courageous                                       | A bátrak kapitánya                                  | Victor Fleming                               | 1937           |
| Yè bàn gē shēng (Song At Midnight)                        |                                                     | Ma-hu Velbang                                | 1937           |
| La grande illusion                                        | A nagy ábránd                                       | Jean Renoir                                  | 1937           |
| Stella Dallas                                             | Asszonyok a lejtőn                                  | King Vidor                                   | 1937           |
| The Life of Emile Zola                                    | Zola                                                | William Dieterle                             | 1937           |
| Make Way for Tomorrow                                     |                                                     | Leo McCarey                                  | 1937           |
| Snow White and the Seven Dwarfs                           | Hófehérke és a hét törpe                            | Walt Disney Ltd.                             | 1937           |
| The Awful Truth                                           |                                                     | Leo McCarey                                  | 1937           |
| Pépé Le Moko                                              | Az alvilág királya                                  | Julien Duvivier                              | 1937           |
| Jezebel                                                   | Jezabel                                             | William Wyler                                | 1938           |
| The Adventures of Robin Hood                              | Robin Hood                                          | Kertész Mihály                               | 1938           |
| Angels with Dirty Faces                                   | A villamosszék felé / Mocskos arcú angyalok         | Kertész Mihály                               | 1938           |
| Olympia                                                   | A berlini olimpia                                   | Leni Riefenstahl                             | 1938           |
| La femme de boulanger                                     | A pék felesége                                      | Marcel Pagnol                                | 1938           |
| Bringing Up Baby                                          | Leopárd kisasszony / Párducbébi                     | Howard Hawks                                 | 1938           |
| Stagecoach                                                | Hatosfogat                                          | John Ford                                    | 1939           |
| Zangiku monogatari (The Story of the Late Chrysanthemums) |                                                     | Mizogucsi Kendzsi                            | 1939           |
| Babes in Arms                                             | Nem gyerekjáték                                     | Busby Berkeley                               | 1939           |
| Mr. Smith Goes to Washington                              | Becsületből elégtelen (Mr. Smith Washingtonba megy) | Frank Capra                                  | 1939           |
| The Wizard of Oz                                          | Óz, a csodák csodája                                | Victor Fleming                               | 1939           |
| Destry Rides Again                                        | Asszonylázadás                                      | George Marshall                              | 1939           |
| Only Angels Have Wings                                    | Csak az angyaloknak van szárnyuk                    | Howard Hawks                                 | 1939           |
| Gone With the Wind                                        | Elfújta a szél                                      | Victor Fleming                               | 1939           |
| Le jour se lève                                           | Mire megvirrad                                      | Marcel Carné                                 | 1939           |
| Gunga Din                                                 |                                                     | George Stevens                               | 1939           |
| Ninotchka                                                 | Ninocska                                            | Ernest Lubitsch                              | 1939           |
| La Règle du jeu                                           | A játékszabály                                      | Jean Renoir                                  | 1939           |
| Wuthering Heights                                         | Üvöltő szelek                                       | William Wyler                                | 1939           |

### 1940-es évek
| Eredeti cím                                 | Magyar cím                                                | Rendező                             | Megjelenés éve |
| ------------------------------------------- | --------------------------------------------------------- | ----------------------------------- | -------------- |
| His Girl Friday                             | Pénteki barátnő / A nagy sztori                           | Howard Hawks                        | 1940           |
| Rebecca                                     | A Manderley-ház asszonya                                  | Alfred Hitchcock                    | 1940           |
| Fantasia                                    | Fantázia                                                  | Walt Disney Ltd.                    | 1940           |
| The Philadelphia Story                      | Philadelphiai történet                                    | George Cukor                        | 1940           |
| The Grapes of Wrath                         | Érik a gyümölcs                                           | John Ford                           | 1940           |
| Dance, Girl, Dance                          |                                                           | Dorothy Arzner                      | 1940           |
| Pinocchio                                   | Pinocchio                                                 | Walt Disney Ltd.                    | 1940           |
| The Mortal Storm                            | A halálos vihar                                           | Frank Borzage                       | 1940           |
| The Bank Dick                               | A bankdetektív                                            | Edward F. Cline                     | 1940           |
| Citizen Kane                                | Aranypolgár                                               | Orson Welles                        | 1941           |
| The Lady Eve                                |                                                           | Preston Sturges                     | 1941           |
| The Wolf Man                                | A Farkasember                                             | George Waggner                      | 1941           |
| The Maltese Falcon                          | A máltai sólyom                                           | John Huston                         | 1941           |
| Sergeant York                               | York őrmester                                             | Howard Hawks                        | 1941           |
| Dumbo                                       | Dumbo                                                     | Ben Sharpsteen                      | 1941           |
| High Sierra                                 | Magas Sierra                                              | Raoul Walsh                         | 1941           |
| Sullivan's Travels                          | Sullivan utazásai                                         | Preston Sturges                     | 1941           |
| How Green Was My Valley                     | Hová lettél, drága völgyünk?                              | John Ford                           | 1941           |
| The Palm Beach Story                        | A Palm Beach történet                                     | Preston Sturges                     | 1942           |
| Now, Voyager                                | Utazás a múltból                                          | Irving Rapper                       | 1942           |
| Casablanca                                  | Casablanca                                                | Kertész Mihály                      | 1942           |
| To Be or Not to Be                          | Lenni vagy nem lenni                                      | Ernst Lubitsch                      | 1942           |
| Cat People                                  | Macskaemberek                                             | Jacques Tourneur                    | 1942           |
| The Magnificent Ambersons                   | Az Ambersonok tündöklése és bukása                        | Orson Welles                        | 1942           |
| Yankee Doodle Dandy                         | Yankee Doodle                                             | Kertész Mihály                      | 1942           |
| Meshes of the Afternoon                     | A délután szövevénye                                      | Maya Deren, Alexander Hammid        | 1943           |
| Fires Were Started                          |                                                           | Humphrey Jennings                   | 1943           |
| The Man in Grey                             | Szürke sátán                                              | Leslie Arliss                       | 1943           |
| The Life and Death of Colonel Blimp         | Blimp ezredes élete és halála                             | Michael Powell, Emeric Pressburger  | 1943           |
| I Walked with a Zombie                      | Egy zombit gondoztam                                      | Jacques Toureur                     | 1943           |
| The Seventh Victim                          | A hetedik áldozat                                         | Mark Robson                         | 1943           |
| The Ox-Bow Incident                         | Különös eset                                              | William A. Wellman                  | 1943           |
| Shadow of a Doubt                           | A gyanú árnyékában                                        | Alfred Hitchcock                    | 1943           |
| Ossessione                                  | Megszállottság                                            | Luchino Visconti                    | 1943           |
| Meet Me in St. Louis                        | Találkozz velem St. Louisban                              | Vincente Minelli                    | 1944           |
| To Have and Have Not                        | Martinique                                                | Howard Hawks                        | 1944           |
| Laura                                       | Valakit megöltek                                          | Otto Preminger                      | 1944           |
| Gaslight                                    | Gázláng                                                   | George Cukor                        | 1944           |
| Henry V                                     | V. Henrik                                                 | Laurence Olivier                    | 1944           |
| Ivan Groznij                                | Rettegett Iván                                            | Szergej Mihajlovics Eisenstein      | 1944           |
| Double Indemnity                            | Gyilkos vagyok                                            | Billy Wilder                        | 1944           |
| Murder, My Sweet                            | Gyilkosság a gyönyöröm                                    | Edward Dmytryk                      | 1944           |
| The Battle of San Pietro                    | San Pietró-i csata                                        | John Huston                         | 1945           |
| Spellbound                                  | Elbűvölve / Bűvölet                                       | Alfred Hitchcock                    | 1945           |
| Mildred Pierce                              | Mildred Pierce                                            | Kertész Mihály                      | 1945           |
| Les enfants du paradis                      | Szerelmek városa                                          | Marcel Carné                        | 1945           |
| Roma citta aperta                           | Róma nyílt város                                          | Roberto Rossellini                  | 1945           |
| The Lost Weekend                            | Férfiszenvedély                                           | Billy Wilder                        | 1945           |
| Detour                                      | Terelőút                                                  | Edgar G. Ulmer                      | 1945           |
| I Know Where I'm Going!                     |                                                           | Michael Powell, Emeric Pressburger  | 1945           |
| The Best Years of Our Lives                 | Életünk legszebb évei                                     | William Wyler                       | 1946           |
| Brief Encounter                             | Késői találkozás                                          | David Lean (filmrendező)            | 1946           |
| Paisa                                       | Paisa                                                     | Roberto Rossellini                  | 1946           |
| The Postman Always Rings Twice              | A postás mindig kétszer csenget                           | Tay Garnett                         | 1946           |
| My Darling Clementine                       | Clementina, kedvesem                                      | John Ford                           | 1946           |
| The Stranger                                | Az óra körbejár                                           | Orson Welles                        | 1946           |
| La belle et la bete                         | A szép és a szörnyeteg                                    | Jean Cocteau                        | 1946           |
| The Big Sleep                               | Hosszú álom                                               | Howard Hawks                        | 1946           |
| The Killers                                 | A gyilkosok                                               | Robert Siodmak                      | 1946           |
| A Matter of Life and Death                  | Diadalmas szerelem                                        | Michael Powell , Emeric Pressburger | 1946           |
| Great Expectations                          | Szép remények                                             | David Lean                          | 1946           |
| Notorious                                   | Forgószél                                                 | Alfred Hitchcock                    | 1946           |
| Black Narcissus                             | Fekete nárcisz                                            | Michael Powell , Emeric Pressburger | 1946           |
| It's a Wonderful Life                       | Az élet csodaszép                                         | Frank Capra                         | 1946           |
| Gilda                                       |                                                           | Charles Vidor                       | 1946           |
| Monsieur Verdoux                            | Monsieur Verdoux                                          | Charlie Chaplin                     | 1947           |
| Out of the Past                             | Kísért a múlt                                             | Jacques Tourneur                    | 1947           |
| The Ghost and Mrs. Muir                     |                                                           | Joseph L. Mankiewicz                | 1947           |
| Odd Man Out                                 | Egy ember lemarad                                         | Carol Reed                          | 1947           |
| Ladri di biciclette                         | Biciklitolvajok                                           | Vittorio De Sica                    | 1948           |
| Letter from an Unknown Woman                | Levél egy ismeretlen asszonytól                           | Max Ophüls                          | 1948           |
| Secret Beyond the Door                      | Titok az ajtón túl                                        | Fritz Lang                          | 1948           |
| Force of Evil                               | A gonosz ereje                                            | Abraham Polonsky                    | 1948           |
| Xiǎochéng zhī chūn (Spring in a Small Town) |                                                           | Fei Mu                              | 1948           |
| Red River                                   | Vörös folyó                                               | Howard Hawks                        | 1948           |
| Rope                                        | A kötél                                                   | Alfred Hitchcock                    | 1948           |
| The Snake Pit                               | Kígyóverem                                                | Anatole Litvak                      | 1948           |
| The Lady from Shanghai                      | A sanghaji asszony                                        | Orson Welles                        | 1948           |
| Paleface                                    |                                                           | Norman Z. McLeod                    | 1948           |
| The Red Shoes                               | A piros cipők / Piros cipellők                            | Michael Powell , Emeric Pressburger | 1948           |
| The Treasure of the Sierra Madre            | A Sierra Madre kincse                                     | John Huston                         | 1948           |
| Louisiana Story                             | Louisianai történet                                       | Robert J. Flaherty                  | 1948           |
| The Heiress                                 | Az örökösnő                                               | William Wyler                       | 1949           |
| Kind Hearts and Coronets                    | Jóságos szívek és diadémok / Nemes szívek, nemesi koronák | Robert Hamer                        | 1949           |
| Gun Crazy                                   | Fegyverbolondok                                           | Joseph H. Lewis                     | 1949           |
| Adam's Rib                                  | Ádám oldalbordája                                         | George Cukor                        | 1949           |
| Whisky Galore                               | Whiskyt vedelve                                           | Alexander Mackendrick               | 1949           |
| White Heat                                  | Fehér hő / Fehér izzás                                    | Raoul Walsh                         | 1949           |
| The Reckless Moment                         | Vakmerő pillanat                                          | Max Ophüls                          | 1949           |
| The Third Man                               | A harmadik ember                                          | Carol Reed                          | 1949           |
| On the Town                                 | Egy nap New Yorkban                                       | Gene Kelly, Stanley Donen           | 1949           |
| Orphée                                      | Orpheusz                                                  | Jean Cocteau                        | 1949           |

### 1950-es évek
| Eredeti cím                                                    | Magyar cím                                     | Rendező                            | Megjelenés éve |
| -------------------------------------------------------------- | ---------------------------------------------- | ---------------------------------- | -------------- |
| The Asphalt Jungle                                             | Aszfaltdzsungel                                | John Huston                        | 1950           |
| Rashomon                                                       | A vihar kapujában                              | Kuroszava Akira                    | 1950           |
| Winchester '73                                                 | A 73-as winchester                             | Anthony Mann                       | 1950           |
| Rio Grande                                                     | Rio Grande                                     | John Ford                          | 1950           |
| All About Eve                                                  | Mindent Éváról                                 | Joseph L. Mankiewicz               | 1950           |
| Sunset Boulevard                                               | Alkony sugárút                                 | Billy Wilder                       | 1950           |
| Los Olvidados                                                  | Az elhagyottak                                 | Luis Buñuel                        | 1950           |
| In a Lonely Place                                              | Egy magányos helyen                            | Nicholas Ray                       | 1950           |
| The Big Carnival                                               | A nagy karnevál                                | Billy Wilder                       | 1951           |
| A Streetcar Named Desire                                       | A vágy villamosa                               | Elia Kazan                         | 1951           |
| Strangers on a Train                                           | Idegenek a vonaton                             | Alfred Hitchcock                   | 1951           |
| The Lavender Hill Mob                                          | A levendula-dombi csőcselék                    | Charles Crichton                   | 1951           |
| Pandora and the Flying Dutchman                                |                                                | Albert Lewin                       | 1951           |
| The African Queen                                              | Afrika királynője                              | John Huston                        | 1951           |
| Journal d'un curé de campagne                                  | Egy falusi plébános naplója                    | Robert Bresson                     | 1951           |
| An American in Paris                                           | Egy amerikai Párizsban                         | Vincent Minnelli                   | 1951           |
| A Place in the Sun                                             | Egy hely a nap alatt                           | George Stevens                     | 1951           |
| The Day the Earth Stood Still                                  | A nap, mikor megállt a Föld                    | Robert Wise                        | 1951           |
| The Quiet Man                                                  | A csendes férfi / A nyugodt férfi              | John Ford                          | 1952           |
| Jeux interdits                                                 | Tiltott játékok                                | René Clément                       | 1952           |
| Angel Face                                                     | Angyalarc                                      | Otto Preminger                     | 1952           |
| Singin' in the Rain                                            | Ének az esőben                                 | Stanley Donen , Gene Kelly         | 1952           |
| Ikiru                                                          | Élni                                           | Kuroszava Akira                    | 1952           |
| Europa '51                                                     |                                                | Roberto Rossellini                 | 1952           |
| The Bad and the Beautiful                                      | A rossz és a szép                              | Vincente Minnelli                  | 1952           |
| The Big Sky                                                    | Határtalan horizont                            | Howard Hawks                       | 1952           |
| High Noon                                                      | Délidő                                         | Fred Zinnemann                     | 1952           |
| Umberto D.                                                     | A sorompók lezárulnak                          | Vittorio De Sica                   | 1952           |
| Le Carrosse d'or                                               | Az aranyhintó                                  | Jean Renoir                        | 1952           |
| The Bigamist                                                   | A házasságszédelgő                             | Ida Lupino                         | 1953           |
| The Band Wagon                                                 | A zenevonat                                    | Vincente Minnelli                  | 1953           |
| Madame De…                                                     | Madame de…                                     | Max Ophüls                         | 1953           |
| From Here to Eternity                                          | Most és mindörökké                             | Fred Zinnemann                     | 1953           |
| Tôkyô monogatari                                               | Tokiói történet                                | Jasudzsiro Ozu                     | 1953           |
| Roman Holiday                                                  | Római vakáció                                  | William Wyler                      | 1953           |
| Le Salaire de la peur                                          | A félelem bére                                 | Henri-Georges Clouzot              | 1953           |
| The Naked Spur                                                 | A meztelen nyom                                | Anthony Mann                       | 1953           |
| Pickup on South Street                                         | Zsebtolvaj                                     | Samuel Fuller                      | 1953           |
| Gentlemen Prefer Blondes                                       | Az urak a szőkéket szeretik / Szőkék előnyben  | Howard Hawks                       | 1953           |
| The Big Heat                                                   | A búcsúlevél                                   | Fritz Lang                         | 1953           |
| Les vacances de Monsieur Hulot                                 | Hulot úr nyaral                                | Jacques Tati                       | 1953           |
| Viaggio in Italia                                              | Utazás Itáliába                                | Roberto Rossellini                 | 1953           |
| Ugecu Monogatari                                               | Ugecu története                                | Mizogucsi Kendzsi                  | 1953           |
| Shane                                                          | Idegen a vadnyugaton                           | George Stevens                     | 1953           |
| Beat the Devil                                                 | Afrika kincse                                  | John Huston                        | 1953           |
| Johnny Guitar                                                  | Johnny Guitar                                  | Nicolas Ray                        | 1954           |
| On the Waterfront                                              | A rakparton                                    | Elia Kazan                         | 1954           |
| Seven Brides for Seven Brothers                                | Hét menyasszony hét fivérnek                   | Stanley Donen                      | 1954           |
| Les Diaboliques                                                | Az ördöngősök                                  | Henri Clouzot                      | 1954           |
| Animal Farm                                                    | Állatfarm                                      | John Halas, Joy Batchelor          | 1954           |
| Rear Window                                                    | Hátsó ablak                                    | Alfred Hitchcock                   | 1954           |
| A Star Is Born                                                 | Csillag születik                               | George Cukor                       | 1954           |
| The Barefoot Contessa                                          | A mezítlábas grófnő                            | Joseoh L. Mankiewicz               | 1954           |
| La Strada                                                      | Országúton                                     | Federico Fellini                   | 1954           |
| Sicsinin no szamurai                                           | A hét szamuráj                                 | Kuroszava Akira                    | 1954           |
| Senso                                                          | Érzelem                                        | Luchino Visconti                   | 1954           |
| Silver Lode                                                    |                                                | Allan Dwan                         | 1954           |
| Carmen Jones                                                   | Carmen Jones                                   | Otto Preminger                     | 1954           |
| Sansho the Bailiff                                             | Szansó tiszttartó                              | Mizogucsi Kendzsi                  | 1954           |
| Salt of the Earth                                              | A Föld sója                                    | Herbert J. Biberman                | 1954           |
| Artists and Models                                             | Művészpánik                                    | Frank Tashlin                      | 1955           |
| Guys and Dolls                                                 | Macsók és macák                                | Joseph L. Mankiewicz               | 1955           |
| Pather Panchali                                                | Az út éneke                                    | Satyajit Ray                       | 1955           |
| Bad Day at Black Rock                                          | Rossz nap Black Rocknál / Az igazság napja     | John Sturges                       | 1955           |
| Les maîtres fous                                               | A bolond urak                                  | Jean Rauch                         | 1955           |
| Hill 24 Doesn't Answer                                         |                                                | Thorold Dickinson                  | 1955           |
| The Ladykillers                                                | Betörő az albérlőm                             | Alexander Mackendrick              | 1955           |
| Marty                                                          |                                                | Delbert Mann                       | 1955           |
| Ordet                                                          |                                                | Kaj Munk                           | 1955           |
| Bob Le Flambeur                                                | Bob nagyban játszik                            | Jean-Pierre Melville               | 1955           |
| Kiss Me Deadly                                                 |                                                | Robert Aldrich                     | 1955           |
| The Man from Laramie                                           | Férfi Laramie-ből                              | Anthony Mann                       | 1955           |
| Rebel without a Cause                                          | Haragban a világgal                            | Nicholas Ray                       | 1955           |
| The Phenix City Story                                          |                                                | Phil Karlson                       | 1955           |
| Sommarnattens leende                                           | Egy nyáréjszaka mosolya / Egy nyári éj mosolya | Ingmar Bergman                     | 1955           |
| Nuit et brouillard                                             | Sötétség és köd                                | Alain Resnais                      | 1955           |
| The Night of the Hunter                                        | A vadász éjszakája                             | Charles Laughton                   | 1955           |
| Lola Montez                                                    | Lola Montez                                    | Max Ophüls                         | 1955           |
| Forbidden Planet                                               | Tiltott bolygó                                 | Fred M. Wilcox                     | 1956           |
| Biruma no tategoto                                             | A burmai hárfa                                 | Icsikava Kon                       | 1956           |
| The Searchers                                                  | Az üldözők                                     | John Ford                          | 1956           |
| Un condamné à mort s'est échappé ou Le vent souffle où il veut | Egy halálraítélt megszökött                    | Robert Bresson                     | 1956           |
| Written on the Wind                                            | Szélbe írva                                    | Douglas Sirk                       | 1956           |
| The Man Who Knew Too Much                                      | Az ember, aki túl sokat tudott                 | Alfred Hitchcock                   | 1956           |
| Giant                                                          | Óriás                                          | George Stevens                     | 1956           |
| All That Heaven Allows                                         | Az ég nem bánja                                | Ross Hunter                        | 1956           |
| Invasion of the Body Snatchers                                 | A testrablók támadása                          | Don Siegel                         | 1956           |
| The Wrong Man                                                  | A tévedés áldozata                             | Alfred Hitchcock                   | 1956           |
| Bigger Than Life                                               |                                                | Nicholas Ray                       | 1956           |
| High Society                                                   | Gazdagok és szerelmesek                        | Charles Walters                    | 1956           |
| The Ten Commandments                                           | Tízparancsolat                                 | Cecil B. DeMille                   | 1956           |
| 12 Angry Men                                                   | Tizenkét dühös ember                           | Sidney Lumet                       | 1957           |
| Det sjunde inseglet                                            | A hetedik pecsét                               | Ingmar Bergman                     | 1957           |
| An Affair to Remember                                          | Félévente randevú                              | Leo McCarey                        | 1957           |
| Smultronstället                                                | A nap vége                                     | Ingmar Bergman                     | 1957           |
| Le notti di Cabiria                                            | Cabiria éjszakái                               | Federico Fellini                   | 1957           |
| Kumonosu jo                                                    | Véres trón                                     | Kuroszava Akira                    | 1957           |
| The Incredible Shrinking Man                                   | A hihetetlen módon zsugorodó férfi             | Jack Arnold                        | 1957           |
| Aparajito                                                      | A legyőzhetetlen                               | Satyajit Ray                       | 1957           |
| Gunfight at the O.K. Corral                                    | Újra szól a hatlövetű                          | John Sturges                       | 1957           |
| The Bridge on the River Kwai                                   | Híd a Kwai folyón                              | David Lean                         | 1957           |
| Mother India                                                   |                                                | Mehbood Khan                       | 1957           |
| Letyat zsuravli                                                | Szállnak a darvak                              | Mihail Konsztantyinovics Kalatazov | 1957           |
| Paths of Glory                                                 | A dicsőség ösvényei                            | Stanley Kubrick                    | 1957           |
| Sweet Smell of Success                                         | A siker édes illata                            | Alexander Mackebdrick              | 1957           |
| Man of the West                                                | A vadnyugati férfi                             | Anthony Mann                       | 1958           |
| Touch of Evil                                                  | A gonosz érintése                              | Orson Welles                       | 1958           |
| Cairo Station                                                  |                                                | Youssef Chahine                    | 1958           |
| Gigi                                                           | Gigi                                           | Vincente Minnelli                  | 1958           |
| The Defiant Ones                                               | A megbilincseltek                              | Stanley Kramer                     | 1958           |
| Vertigo                                                        | Szédülés                                       | Alfred Hitchcock                   | 1958           |
| Popio ł i diament                                              | Hamu és gyémánt                                | Andrzej Wajda                      | 1958           |
| Horror of Dracula                                              |                                                | Terence Fischer                    | 1958           |
| Mon Oncle                                                      | Nagybácsim                                     | Jacques Tati                       | 1958           |
| Jalsaghar                                                      | A zeneszalon                                   | Satyajit Ray                       | 1958           |
| Les quatre cents coups                                         | Négyszáz csapás                                | Francois Truffaut                  | 1959           |
| North by Northwest                                             | Észak-Északnyugat                              | Alfred Hitchcock                   | 1959           |
| Some Like It Hot                                               | Van, aki forrón szereti                        | Billy Wilder                       | 1959           |
| Anatomy of a Murder                                            | Egy gyilkosság anatómiája                      | Otto Preminger                     | 1959           |
| Les yeux sans visage                                           | Szemek arc nélkül                              | Georges Franju                     | 1959           |
| Ride Lonesome                                                  | Lovagolj magányosan!                           | Budd Boetticher                    | 1959           |
| Orfeu Negro                                                    | A fekete Orfeusz                               | Marcel Camus                       | 1959           |
| Shadows                                                        | New York árnyai                                | John Cassavetes                    | 1959           |
| Apur Sansar                                                    | Apu világa                                     | Satyajit Ray                       | 1959           |
| Á bout de souffle                                              | Kifulladásig                                   | Jean-Luc Godard                    | 1959           |
| Ben-Hur                                                        | Ben-Hur                                        | William Wyler                      | 1959           |
| Pickpocket                                                     | Zsebtolvaj                                     | Robert Bresson                     | 1959           |
| Hiroshima – Mon Amour                                          | Szerelmem, Hirosima                            | Alain Resnais                      | 1959           |
| Rio Bravo                                                      | Rio Bravo                                      | Howard Hawks                       | 1959           |
| The Hole                                                       |                                                | Kon Ichikawa                       | 1959           |
| Ukigusa                                                        |                                                | Jasudzsiro Ozu                     | 1959           |

### 1960-as évek
| Eredeti cím                            | Magyar cím                                                                             | Rendező                                | Megjelenés éve |
| -------------------------------------- | -------------------------------------------------------------------------------------- | -------------------------------------- | -------------- |
| Rocco e i suoi fratelli                | Rocco és fivérei                                                                       | Luchino Visconti                       | 1960           |
| La Dolce Vita                          | Az édes élet                                                                           | Federico Fellini                       | 1960           |
| Saturday Night and Sunday Morning      | Szombat este, vasárnap reggel                                                          | Karel Reisz                            | 1960           |
| Tirez sur le pianiste!                 | Lőj a zongoristára                                                                     | François Truffaut                      | 1960           |
| L'Avventura                            | A kaland                                                                               | Michelangelo Antonioni                 | 1960           |
| La Joven                               | A fiatal lány                                                                          | Luis Buñuel                            | 1960           |
| The Cloud-Capped Star                  |                                                                                        | Ritwik Ghatak                          | 1960           |
| The Housemaid                          | A cseléd                                                                               | Kim Ki-joung                           | 1960           |
| Psycho                                 | Psycho                                                                                 | Alfred Hitchcock                       | 1960           |
| La Maschera del demonio                | A démon maszkja                                                                        | Mario Bava                             | 1960           |
| Peeping Tom                            | Kamerales                                                                              | Michael Powell                         | 1960           |
| The Apartment                          | Legénylakás                                                                            | Billy Wilder                           | 1960           |
| Spartacus                              | Spartacus                                                                              | Stanley Kubrick                        | 1960           |
| Splendor in the Grass                  | Ragyogás a fűben                                                                       | Elia Kazan                             | 1961           |
| L'année dernière à Marienbad           | Tavaly Marienbadban                                                                    | Alain Resnais                          | 1961           |
| La Jetée                               | A kilátóterasz                                                                         | Chris Marker                           | 1961           |
| One-Eyed Jacks                         | Félszemű filkók                                                                        | Marlon Brando                          | 1961           |
| Lola                                   |                                                                                        | Jacques Demy                           | 1961           |
| Breakfast at Tiffany's                 | Álom luxuskivitelben                                                                   | Blake Edwards                          | 1961           |
| La Notte                               | Az éjszaka                                                                             | Michelangelo Antonioni                 | 1961           |
| Jules et Jim                           | Jules és Jim                                                                           | François Truffaut                      | 1961           |
| Viridiana                              | Viridiana                                                                              | Luis Buñuel                            | 1961           |
| The Ladies Man                         | A nők kedvence                                                                         | Jerry Lewis                            | 1961           |
| Sasom i en spegel                      | Tükör által homályosan                                                                 | Ingmar Bergman                         | 1961           |
| Chronique d'un été                     | Egy nyár története                                                                     | Edgar Monn, Jean Rauch                 | 1961           |
| The Hustler                            | A svindler                                                                             | Robert Rossen                          | 1961           |
| West Side Story                        | West Side Story                                                                        | Robert Wise, Jerome Robbins            | 1961           |
| Mondo Cane                             | Kutya világ                                                                            | Gualtiero Jacoppeti                    | 1962           |
| Cleo from 5 to 7                       | Cleo 5-től 7-ig                                                                        | Agnès Varda                            | 1962           |
| Dog Star Man                           | Kutya csillagember                                                                     | Stan Brakhage                          | 1962           |
| Sanma no aji                           | Őszi délután                                                                           | Jasudzsiro Ozu                         | 1962           |
| L'Eclisse                              | A napfogyatkozás                                                                       | Michelangelo Antonioni                 | 1962           |
| Lawrence of Arabia                     | Arábiai Lawrence                                                                       | David Lean                             | 1962           |
| To Kill a Mockingbird                  | Ne bántsátok a feketerigót                                                             | Robert Mulligan                        | 1962           |
| The Manchurian Candidate               | A mandzsúriai jelölt                                                                   | John Frankenheimer                     | 1962           |
| Lolita                                 | Lolita                                                                                 | Stanley Kubrick                        | 1962           |
| O pagador de Promessas                 | Fogadalom                                                                              | Anselmo Duarte                         | 1962           |
| The Man Who Shot Liberty Valance       | Aki megölte Liberty Valance-t                                                          | John Ford                              | 1962           |
| What Ever Happened to Baby Jane?       | Mi történt Baby Jane-nel?                                                              | Robert Aldrich                         | 1962           |
| Vivre sa vie                           | Éli az életét – tizenkét képben                                                        | Jean-Luc Godard                        | 1962           |
| Heaven and Earth Magic                 |                                                                                        | Harry Smith                            | 1962           |
| The Birds                              | Madarak                                                                                | Alfred Hitchcock                       | 1963           |
| The Nutty Professor                    | Dilidoki                                                                               | Jerry Lewis                            | 1963           |
| Blonde Cobra                           |                                                                                        | Ken Jacobs                             | 1963           |
| The Cool World                         | Vagány világ                                                                           | Shirley Carke                          | 1963           |
| Otto e mezzo                           | 8½                                                                                     | Federico Fellini                       | 1963           |
| Passenger                              |                                                                                        | Andzej Munk, Witold Lesiewicz          | 1963           |
| Le mépris                              | A megvetés                                                                             | Jean-Luc Godard                        | 1963           |
| Hud                                    | Hud                                                                                    | Martin Ritt                            | 1963           |
| Nattvardsgästerna                      | Úrvacsora                                                                              | Ingmar Bergman                         | 1963           |
| Flaming Creatures                      |                                                                                        | Jack Smith                             | 1963           |
| The Great Escape                       | A nagy szökés                                                                          | John Sturges                           | 1963           |
| Shock Corridor                         |                                                                                        | Samuel Fuller                          | 1963           |
| Il gattopardo                          | A párduc                                                                               | Luchino Visconti                       | 1963           |
| Vidas Secas                            | Aszály                                                                                 | Nelson Pereira dos Santos              | 1963           |
| Mediteranee                            |                                                                                        | Jean-Daniel Pollet                     | 1963           |
| Khaneh siah ast                        | Fekete ház                                                                             | Forugh Farrokhzad                      | 1963           |
| The Haunting                           | A ház hideg szíve                                                                      | Robert Wise                            | 1963           |
| An Actor's Revenge                     |                                                                                        | Kon Icsikava                           | 1963           |
| The Servant                            |                                                                                        | Joseph Losey                           | 1963           |
| Goldfinger                             | Goldfinger                                                                             | Guy Hamilton                           | 1964           |
| Scorpio Rising                         | Skorpió ragyogás                                                                       | Kenneth Anger                          | 1964           |
| Les parapluies de Cherbourg            | Cherbourgi esernyők                                                                    | Jacques Demy                           | 1964           |
| Marnie                                 | Marnie                                                                                 | Alfred Hitchcock                       | 1964           |
| My Fair Lady                           | My Fair Lady                                                                           | George Cukor                           | 1964           |
| Suna no onna                           | A homok asszonya                                                                       | Hiroshi Tesigahara                     | 1964           |
| Dr. Strangelove                        | Dr. Strangelove, avagy rájöttem, hogy nem kell félni a bombától, meg is lehet szeretni | Stanley Kubrick                        | 1964           |
| A Hard Day's Night                     | Egy nehéz nap éjszakája                                                                | Richard Lester                         | 1964           |
| Il deserto rosso                       | Vörös sivatag                                                                          | Michelangelo Antonioni                 | 1964           |
| Tyenyi zabitih predkov                 | Elfelejtett ősök árnyai                                                                | Szergej Pardzsanov                     | 1964           |
| The Masque of the Red Death            | A vörös halál álarca                                                                   | Roger Corrman                          | 1964           |
| Prima della rivoluzione                | Forradalom előtt                                                                       | Bernardo Bertolucci                    | 1964           |
| Gertrud                                | Gertrúd                                                                                | Carl Theodor Dreyer                    | 1964           |
| Il vangelo secondo Matteo              | Máté evangéliuma                                                                       | Pier Paolo Pasolini                    | 1964           |
| Deus E o Diabo na Terra do Sol         | Isten és Ördög a Nap földjén                                                           | Glauber Rocha                          | 1964           |
| Onibaba                                | Onibaba                                                                                | Sindo Kaneto                           | 1964           |
| Vinyl                                  |                                                                                        | Andy Warhol                            | 1965           |
| Obchod na korze                        | Üzlet a korzón                                                                         | Ján Kadár, Elmar Klos                  | 1965           |
| Doctor Zhivago                         | Doktor Zsivágó                                                                         | David Lean                             | 1965           |
| The War Game                           |                                                                                        | Peter Watkins                          | 1965           |
| Tôkyô orimpikku                        |                                                                                        | Kon Icsikava                           | 1965           |
| La battaglia di Algeri                 | Az algíri csata                                                                        | Gillo Pontecorvo                       | 1965           |
| The Sound of Music                     | A muzsika hangja                                                                       | Robert Wise                            | 1965           |
| Rekopis znaleziony w Saragossie        | A zaragozai kézirat                                                                    | Wojciech Has                           | 1965           |
| Alphaville                             | Alphaville                                                                             | Jean-Luc Godard                        | 1965           |
| Campanadas a medianoche                | Falstaff                                                                               | Orson Welles                           | 1965           |
| Repulsion                              | Iszonyat                                                                               | Roman Polański                         | 1965           |
| Giulietta degli spiriti                | Júlia és a szellemek                                                                   | Federico Fellini                       | 1965           |
| Pierrot Le Fou                         | Bolond Pierrot                                                                         | Jean-Luc Godard                        | 1965           |
| Faster, Pussy Cat! Kill! Kill!         | Gyorsabban, cicababa! Ölj! Ölj!                                                        | Russ Meyer                             | 1965           |
| Golden River                           |                                                                                        |                                        | 1965           |
| De man die zijn haar kort liet knippen |                                                                                        | André Delvaux                          | 1965           |
| Hold Me While I'm Naked                |                                                                                        | George Kuchar                          | 1966           |
| Blow-Up                                | Nagyítás                                                                               | Michelangelo Antonioni                 | 1966           |
| Il buono, il bruto, il cattivo         | A Jó, a Rossz és a Csúf                                                                | Sergio Leone                           | 1966           |
| Sedmikrásky                            | Százszorszépek                                                                         | Vera Chytilová                         | 1966           |
| Da zui xia                             | Shaolinok szövetsége                                                                   | King Hu                                | 1966           |
| Seconds                                | Második lehetőség                                                                      | John Frankenheimer                     | 1966           |
| Who's Afraid of Virginia Woolf?        | Nem félünk a farkastól                                                                 | Mike Nichols                           | 1966           |
| Persona                                | Persona                                                                                | Ingmar Bergman                         | 1966           |
| Masculin-Feminin                       | Hímnem-nőnem                                                                           | Jean-Luc Godard                        | 1966           |
| Au Hazard Balthazar                    | Vétlen Baltazár                                                                        | Robert Besson                          | 1966           |
| In the Heat of the Night               | Forró éjszakában                                                                       | Norman Jewison                         | 1967           |
| 2 ou 3 choses que je sais d'elle       | Két vagy három dolgot tudok csak róla                                                  | Jean-Luc Godard                        | 1967           |
| The Graduate                           | Diploma előtt                                                                          | Mike Nichols                           | 1967           |
| Playtime                               |                                                                                        | Jacques Tati                           | 1967           |
| Report                                 | rövidfilm                                                                              | Bruce Conner                           | 1967           |
| Hombre                                 | A hallgatag ember                                                                      | Martin Ritt                            | 1967           |
| Belle de Jour                          | A nap szépe                                                                            | Luis Buñuel                            | 1967           |
| The Young Girls of Rochefort           | A rochefort-i kisasszonyok                                                             | Jacques Demy                           | 1967           |
| Week End                               | Week-end - egy kozmoszban elveszett film                                               | Jean-Luc Godard                        | 1967           |
| Le samouraï                            | A szamuráj                                                                             | Jean-Pierre Melville                   | 1967           |
| Cool Hand Luke                         | Bilincs és mosoly                                                                      | Stuart Rosenberg                       | 1967           |
| Point Blank                            | A játéknak vége                                                                        | John Boorman                           | 1967           |
| Wavelength                             |                                                                                        | Michael Snow                           | 1967           |
| Bonnie and Clyde                       | Bonnie és Clyde                                                                        | Arthur Penn                            | 1967           |
| The Red and the White                  | Csillagosok, katonák                                                                   | Jancsó Miklós                          | 1967           |
| Marketa Lazarova                       |                                                                                        | František Vláčil                       | 1967           |
| The Jungle Book                        | A dzsungel könyve                                                                      | Wolfgang Reitherman                    | 1967           |
| Horí, má panenko                       | Tűz van, babám!                                                                        | Milos Forman                           | 1967           |
| Terra em Transe                        | A föld transzban                                                                       | Glauber Rocha                          | 1967           |
| Ostre sledované vlaky                  | Szigorúan ellenőrzött vonatok                                                          | Jiri Menzel                            | 1967           |
| Vij                                    |                                                                                        | Konstantyin Jersov, Georgij Kropacsjov | 1967           |
| The Producers                          | Producerek                                                                             | Mel Brooks                             | 1967           |
| Gaav                                   |                                                                                        | Dariush Mehrjui                        | 1968           |
| C'era una volta il West                | Volt egyszer egy Vadnyugat                                                             | Sergio Leone                           | 1968           |
| Planet of the Apes                     | A majmok bolygója                                                                      | Franklin J. Schaffner                  | 1968           |
| Faces                                  | Arcok                                                                                  | John Cassavetes                        | 1968           |
| Rosemary's Baby                        | Rosemary gyermeke                                                                      | Roman Polański                         | 1968           |
| If….                                   | Ha…                                                                                    | Lindsay Anderson                       | 1968           |
| Memorias del subdesarrollo             | Az elmaradottság emlékei/ Havannában egyedül                                           | Tomás Gutiérrez Alea                   | 1968           |
| David Holzman's Diary                  |                                                                                        | Jim McBride                            | 1968           |
| Skammen                                | Szégyen                                                                                | Ingmar Bergman                         | 1968           |
| 2001: A Space Odyssey                  | 2001: Űrodüsszeia                                                                      | Stanley Kubrick                        | 1968           |
| Vargtimmen                             | Farkasok órája                                                                         | Ingmar Bergman                         | 1968           |
| Targets                                | Célpontok                                                                              | Peter Bogdanovich                      | 1968           |
| Night of the Living Dead               | Az élőhalottak éjszakája                                                               | George A. Romero                       | 1968           |
| Ma nuit chez Maud                      | Éjszakám Maudnál                                                                       | Eric Rohmer                            | 1969           |
| Lucia                                  |                                                                                        | Humberto Solás                         | 1969           |
| A Touch of Zen                         |                                                                                        | King Hu                                | 1969           |
| Butch Cassidy and the Sundance Kid     | Butch Cassidy és a Sundance kölyök                                                     | George Roy Hill                        | 1969           |
| Midnight Cowboy                        | Éjféli cowboy                                                                          | John Schlesinger                       | 1969           |
| Satyricon                              | Fellini-Satyricon                                                                      | Federico Fellini                       | 1969           |
| Z                                      | Z, avagy egy politikai gyilkosság anatómiája                                           | Costa-Gavras                           | 1969           |
| The Conformist                         | A megalkuvó                                                                            | Bernardo Bertolucci                    | 1969           |
| Easy Rider                             | Szelíd motorosok                                                                       | Peter Fonda                            | 1969           |
| High School                            |                                                                                        | Frederick Wiseman                      | 1969           |
| In the Year of the Pig                 | A disznó évében / Vietnam amerikai szemmel                                             | Emile de Antonio                       | 1969           |
| The Wild Bunch                         | Vad banda                                                                              | Sam Peckinpah                          | 1969           |
| Andrej Rubljov                         | Andrej Rubljov                                                                         | Andrej Arszenyjevics Tarkovszkij       | 1969           |
| Le Boucher                             | A hentes                                                                               | Claude Chabrol                         | 1969           |
| Sayat-Nova (Cvet granata)              | A gránátalma színe                                                                     | Szergej Parajanov                      | 1969           |
| Kes                                    |                                                                                        | Ken Loach                              | 1969           |

### 1970-es évek
| Eredeti cím                                         | Magyar cím                                        | Rendező                                   | Megjelenés éve |
| --------------------------------------------------- | ------------------------------------------------- | ----------------------------------------- | -------------- |
| Tristana                                            |                                                   | Luis Buñuel                               | 1970           |
| Five Easy Pieces                                    | Öt könnyű darab                                   | Toby Raphaelson                           | 1970           |
| El Topo                                             | A vakond                                          | Alejandro Jodorowsky                      | 1970           |
| Woodstock                                           |                                                   | Michael Wadleigh                          | 1970           |
| Deep End                                            |                                                   | Jerzy Skolimowski                         | 1970           |
| The Spider's Stratagem                              | Pókstratégia                                      | Bernardo Bertolucci                       | 1970           |
| Little Big Man                                      | Kis nagy ember                                    | Arthur Penn                               | 1970           |
| Ucho                                                | A fül                                             | Karel Kachyňa                             | 1970           |
| Patton                                              | A tábornok                                        | Franklin J. Schaffner                     | 1970           |
| M*A*S*H                                             | MASH                                              | Robert Altman                             | 1970           |
| Performance                                         |                                                   | Donald Cammell, Nicolas Roeg              | 1970           |
| Gimme Shelter                                       |                                                   | Albert és David Maysles, Charlotte Zwerin | 1970           |
| Zabriskie Point                                     | Zabriskie Point                                   | Michelangelo Antonioni                    | 1970           |
| L'Uccello dalle Piume di Cristallo                  | Kristálytollú madár                               | Dario Argento                             | 1970           |
| Il Giardino dei Finzi-Contini                       | Finzi-Continiék kertje                            | Vittorio De Sica                          | 1970           |
| Wanda                                               |                                                   | Barbara Loden                             | 1971           |
| W.R. – misterije organizma                          | W. R. – Az organizmus misztériuma                 | Dušan Makavejev                           | 1971           |
| A Clockwork Orange                                  | Mechanikus narancs                                | Stanley Kubrick                           | 1971           |
| The Sorrow and the Pity                             | Bánat és szánalom                                 | Marcel Ophüls                             | 1971           |
| Willy Wonka and the Chocolate Factory               | Willy Wonka és a csokigyár                        | Mel Stuart                                | 1971           |
| McCabe and Mrs. Miller                              |                                                   | Robert Altman                             | 1971           |
| Walkabout                                           | Vándorrege                                        | Nicolas Roeg                              | 1971           |
| Klute                                               | Klute                                             | Alan J. Pakula                            | 1971           |
| Harold and Maude                                    | Harold és Maude                                   | Hal Ashby                                 | 1971           |
|                                                     | Még kér a nép                                     | Jancsó Miklós                             | 1971           |
| Get Carter                                          | Öld meg Cartert!                                  | Mike Hodges                               | 1971           |
| The French Connection                               | Francia kapcsolat                                 | William Friedkin                          | 1971           |
| Shaft                                               |                                                   | Gordon Parks                              | 1971           |
| Dirty Harry                                         | Piszkos Harry                                     | Don Siegel                                | 1971           |
| Le souffle au cœur                                  | Szívzörej                                         | Louis Malle                               | 1971           |
| Sweet Sweetback's Baadassss Song                    |                                                   | Melvin Van Peebles                        | 1971           |
| The Last Picture Show                               | Az utolsó mozielőadás                             | Peter Bogdanovich                         | 1971           |
| Straw Dogs                                          | Szalmakutyák                                      | Sam Peckinpah                             | 1971           |
| Two-Lane Blacktop                                   |                                                   | Monte Hellman                             | 1971           |
| The Heartbreak Kid                                  |                                                   | Elaine May                                | 1972           |
| Aguirre, the Wrath of God                           | Aguirre, Isten haragja                            | Werner Herzog                             | 1972           |
| Cabaret                                             | Kabaré                                            | Bob Fosse                                 | 1972           |
| Last Tango in Paris                                 | Utolsó tangó Párizsban                            | Bernardo Bertolucci                       | 1972           |
| Sleuth                                              | A mesterdetektív                                  | Joseph L. Mankiewicz                      | 1972           |
| Deliverance                                         | Gyilkos túra                                      | John Boorman                              | 1972           |
| Solaris                                             | Solaris                                           | Andrej Tarkovszkij                        | 1972           |
| The Godfather                                       | A Keresztapa                                      | Francis Ford Coppola                      | 1972           |
| Viskningar och rop                                  | Suttogások és sikolyok                            | Ingmar Bergman                            | 1972           |
| Fat City                                            | Bunyósok                                          | John Huston                               | 1972           |
| Le charme discret de la bourgeoisie                 | A burzsoázia diszkrét bája                        | Luis Buñuel                               | 1972           |
| The Bitter Tears of Petra Von Kant                  | Petra von Kant keserű könnyei                     | Rainer Werner Fassbinder                  | 1972           |
| Frenzy                                              | Téboly                                            | Alfred Hitchcock                          | 1972           |
| Pink Flamingos                                      | Rózsaszín flamingók                               | John Waters                               | 1972           |
| Superfly                                            |                                                   | ifj. Gordon Parks                         | 1972           |
| The Sting                                           | A nagy balhé                                      | George Roy Hill                           | 1973           |
| High Plains Drifter                                 | Fennsíkok csavargója                              | Clint Eastwood                            | 1973           |
| The Mother and the Whore                            | A mama és a kurva                                 | Jean Eustache                             | 1973           |
| Badlands                                            | Sivár vidék                                       | Terrence Malick                           | 1973           |
| American Graffiti                                   | A rock nagy évtizede / Amerikai falfirkák         | George Lucas                              | 1973           |
| Papillon                                            | Pillangó                                          | Franklin J. Schaffner                     | 1973           |
| Enter the Dragon                                    | A sárkány közbelép                                | Robert Clouse                             | 1973           |
| Mean Streets                                        | Aljas utcák                                       | Martin Scorsese                           | 1973           |
| The Long Goodbye                                    | A hosszú búcsú                                    | Kira Muratova                             | 1973           |
| The Wicker Man                                      | A vesszőből font ember                            | Robin Hardy                               | 1973           |
| La nuit américaine                                  | Amerikai éjszaka                                  | François Truffaut                         | 1973           |
| Don’t Look Now                                      | Ne nézz vissza!                                   | Nicolas Roeg                              | 1973           |
| Sleeper                                             | Hétalvó                                           | Woody Allen                               | 1973           |
| Serpico                                             | Serpico                                           | Sidney Lumet                              | 1973           |
| The Exorcist                                        | Az ördögűző                                       | William Friedkin                          | 1973           |
| Turkish Delight                                     | Török gyümölcs / Török öröm                       | Paul Verhoeven                            | 1973           |
| El espíritu de la colmena                           | A méhkas szelleme                                 | Victor Erice                              | 1973           |
| Fantastic Planet                                    | A vad bolygó                                      | René Laloux                               | 1973           |
| Amarcord                                            | Amarcord                                          | Federico Fellini                          | 1973           |
| The Harder They Come                                | The Harder They Come                              | Perry Henzell                             | 1973           |
| Pat Garret and Billy the Kid                        | Pat Gerrett és Billy, a kölyök                    | Sam Peckinpah                             | 1973           |
| Dersu Uzala                                         | Derszu Uzala                                      | Kuroszava Akira                           | 1974           |
| The Conversation                                    | Magánbeszélgetés                                  | Francis Ford Coppola                      | 1974           |
| The Texas Chainsaw Massacre                         | A texasi láncfűrészes mészárlás                   | Tobe Hooper                               | 1974           |
| Zerkalo                                             | Tükör                                             | Andrej Tarkovszkij                        | 1974           |
| A Woman under the Influence                         | Egy hatás alatt álló nő                           | John Cassavetes                           | 1974           |
| Young Frankenstein                                  | Ifjú Frankenstein                                 | Mel Brooks                                | 1974           |
| Chinatown                                           | Kínai negyed                                      | Roman Polański                            | 1974           |
| Celine and Julie Go Boating                         | Celine és Julie csónakázni megy                   | Jacques Rivette                           | 1974           |
| Blazing Saddles                                     | Fényes nyergek                                    | Mel Brooks                                | 1974           |
| The Godfather Part II                               | A Keresztapa II.                                  | Francis Ford Coppola                      | 1974           |
| Ali: Fear Eats the Soul                             | A félelem megeszi a lelket                        | Rainer Werner Fassbinder                  | 1974           |
| Bring Me the Head of Alfredo Garcia                 | Hozzátok ide Alfredo Garcia fejét!                | Sam Peckinpah                             | 1974           |
| Dog Day Afternoon                                   | Kánikulai délután                                 | Sidney Lumet                              | 1975           |
| One Flew over the Cuckoo's Nest                     | Száll a kakukk fészkére                           | Milos Forman                              | 1975           |
| Jeanne Dielman, 23 Quai Du Commerce, 1080 Bruxelles | Jeanne Dielman, 1080 Brüsszel, Kereskedő utca 23. | Chantal Akerman                           | 1975           |
| The Rocky Horror Picture Show                       | Rocky Horror Picture Show                         | Jam Sharman                               | 1975           |
| The Wall                                            |                                                   | Sasi Kapoor                               | 1975           |
| Monty Python and the Holy Grail                     | Gyalog galopp                                     | Terry Gillian, Terry Jones                | 1975           |
| Barry Lyndon                                        |                                                   | Stanley Kubrick                           | 1975           |
| Faustrecht der Freiheit                             | A szabadság ököljoga                              | Rainer Werner Fassbinder                  | 1975           |
| India Song                                          |                                                   | Marguerite Duras                          | 1975           |
| Picnic at Hanging Rock                              | Piknik a Függő Sziklánál                          | Peter Weir                                | 1975           |
| Manila in the Claws of Brightness                   |                                                   | Lino Brocka                               | 1975           |
| Salò, o le 120 giornate di Sodoma                   | Salò, avagy Szodoma 120 napja                     | Pier Paolo Pasolini                       | 1975           |
| Nashville                                           |                                                   | Robert Altman                             | 1975           |
| Cria!                                               | Nevelj hollót...                                  | Carlos Saura                              | 1975           |
| O thiasos                                           | Vándorszínészek                                   | Theodorosz Angelopoulosz                  | 1975           |
| Jaws                                                | A cápa                                            | Steven Spielberg                          | 1975           |
| The Killing of a Chinese Bookie                     | Egy kínai bukméker meggyilkolása                  | John Cassavetes                           | 1976           |
| Carrie                                              |                                                   | Brian De Palma                            | 1976           |
| The Outlaw Josey Wales                              | A törvényen kívüli Josey Wales                    | Clint Eastwood                            | 1976           |
| All the President's Men                             | Az elnök emberei                                  | Alan J. Pakula                            | 1976           |
| Rocky                                               | Rocky                                             | John G. Avildsen                          | 1976           |
| Taxi Driver                                         | Taxisofőr                                         | Martin Scorsese                           | 1976           |
| Network                                             | Hálózat                                           | Sidney Lumet                              | 1976           |
| Ascent                                              |                                                   | Larisza Sepitko                           | 1976           |
| Ai no corrida                                       | Az érzékek birodalma                              | Osima Nagisza                             | 1976           |
| 1900                                                | Huszadik század                                   | Bernardo Bertolucci                       | 1976           |
| The Man Who Fell to Earth                           | A Földre pottyant férfi                           | Nicolas Roeg                              | 1976           |
| Star Wars                                           | Star Wars IV. rész – Egy új remény                | George Lucas                              | 1977           |
| Close Encounters of the Third Kind                  | Harmadik típusú találkozások                      | Steven Spielberg                          | 1977           |
| The Last Wave                                       | Utánam a vízözön                                  | Peter Weir                                | 1977           |
| Annie Hall                                          | Annie Hall                                        | Woody Allen                               | 1977           |
| Last Chants for a Slow Dance                        |                                                   | Jon Jost                                  | 1977           |
| Stroszek                                            |                                                   | Werner Herzog                             | 1977           |
| Man of Marble                                       | A márványember                                    | Andrzej Wajda                             | 1977           |
| Saturday Night Fever                                | Szombat esti láz                                  | John Badham                               | 1977           |
| Killer of Sheep                                     |                                                   | Charles Burnett                           | 1977           |
| Eraserhead                                          | Radírfej                                          | David Lynch                               | 1977           |
| Ceddo                                               |                                                   | Ousmane Sembène                           | 1977           |
| Der amerikanische Freund                            | Az amerikai barát                                 | Wim Wenders                               | 1977           |
| The Hills Have Eyes                                 | A domboknak szeme van                             | Wes Craven                                | 1977           |
| Soldier of Orange                                   | Futás az életért / Narancskatona                  | Paul Verhoeven                            | 1977           |
| Suspiria                                            | Sóhajok                                           | Dario Argento                             | 1977           |
| The Chant of Jimmie Blacksmith                      | Jimmie Blacksmith dala                            | Fred Schepisi                             | 1978           |
| Five Deadly Venoms                                  |                                                   | Csang Cseh                                | 1978           |
| L'albero degli zoccoli                              | A facipő fája                                     | Emanno Olmi                               | 1978           |
| The Deer Hunter                                     | A szarvasvadász                                   | Michael Cimino                            | 1978           |
| Grease                                              | Grease                                            | Randal Kleiser                            | 1978           |
| Days of Heaven                                      | Mennyei napok                                     | Terrence Malick                           | 1978           |
| Dawn of the Dead                                    | Holtak hajnala                                    | George A. Romero                          | 1978           |
| Shao Lin san shi liu fang                           | A Shaolin 36 próbatétele                          | Liu Csia Liang                            | 1978           |
| Up in Smoke                                         | A nagy szívás                                     | Cheech Marin                              | 1978           |
| Halloween                                           | Halloween – A rémület éjszakája                   | John Carpenter                            | 1978           |
| Die Ehe der Maria Braun                             | Maria Braun házassága                             | Rainer Werner Fassbinder                  | 1979           |
| Real Life                                           |                                                   | Albert Brooks                             | 1979           |
| My Brilliant Career                                 | Ragyogó karrierem                                 | Gillian Armstrong                         | 1979           |
| Stalker                                             | Sztalker                                          | Andrej Tarkovszkij                        | 1979           |
| Alien                                               | A nyolcadik utas: a Halál                         | Ridley Scott                              | 1979           |
| Breaking Away                                       | Az utolsó gyönyörű nyár                           | Peter Yates                               | 1979           |
| Die Blechtrommel                                    | A bádogdob                                        | Volker Schlöndorff                        | 1979           |
| All That Jazz                                       | Mindhalálig zene                                  | Bob Fosse                                 | 1979           |
| Being There                                         | Isten hozta, Mr.!                                 | Hal Ashby                                 | 1979           |
| Kramer vs. Kramer                                   | Kramer kontra Kramer                              | Robert Benton                             | 1979           |
| Life of Brian                                       | Brian élete                                       | Terry Jones                               | 1979           |
| Apocalypse Now                                      | Apokalipszis most                                 | Francis Ford Coppola                      | 1979           |
| The Jerk                                            | A pacák                                           | Carl Reiner                               | 1979           |
| The Muppet Movie                                    |                                                   | Mel Brooks                                | 1979           |
| Manhattan                                           | Manhattan                                         | Woody Allen                               | 1979           |
| Mad Max                                             | Mad Max                                           | George Miller                             | 1979           |
| Nosferatu                                           | Nosferatu: Az éjszaka fantomja                    | Werner Herzog                             | 1979           |

### 1980-as évek
| Eredeti cím                                         | Magyar cím                                    | Rendező                            | Megjelenés éve |
| --------------------------------------------------- | --------------------------------------------- | ---------------------------------- | -------------- |
| Ordinary People                                     | Átlagemberek                                  | Robert Redford                     | 1980           |
| Atlantic City                                       | Atlantic City                                 | Louis Malle                        | 1980           |
| Le dernier métro                                    | Az utolsó metró                               | François Truffaut                  | 1980           |
| The Shining                                         | Ragyogás                                      | Stanley Kubrick                    | 1980           |
| The Empire Strikes Back                             | Star Wars V. rész – A Birodalom visszavág     | Irvin Kershner                     | 1980           |
| The Elephant Man                                    | Az elefántember                               | David Lynch                        | 1980           |
| The Big Red One                                     | A nagy vörös egyes                            | Samuel Fuller                      | 1980           |
| Loulou                                              | A vagány                                      | Maurice Pialat                     | 1980           |
| Airplane!                                           | Airplane!                                     | Jim Abrahams, David Zucker         | 1980           |
| Raging Bull                                         | Dühöngő bika                                  | Martin Scorsese                    | 1980           |
| Raiders of the Lost Ark                             | Az elveszett frigyláda fosztogatói            | Steven Spielberg                   | 1981           |
| Das Boot                                            | A tengeralattjáró                             | Wolfgang Petersen                  | 1981           |
| Gallipoli                                           | Gallipoli                                     | Peter Weir                         | 1981           |
| Chariots of Fire                                    | Tűzszekerek                                   | Hugh Hudson                        | 1981           |
| Body Heat                                           | A test melege                                 | Lawrence Kasdan                    | 1981           |
| Reds                                                | Vörösök                                       | Warren Beatty                      | 1981           |
| An American Werewolf in London                      | Amerikai farkasember Londonban                | John Landis                        | 1981           |
| Three Brothers Tre fratelli                         | Három fivér                                   | Francesco Rosi                     | 1981           |
| Man of Iron                                         | A vasember                                    | Andrzej Wajda                      | 1981           |
| Too Early, Too Late                                 |                                               | Danièle Huillet, Jean-Marie Straub | 1981           |
| The Evil Dead                                       | Gonosz halott                                 | Sam Raimi                          | 1981           |
| Fast Times at Ridgemont High                        | Változó világ                                 | Tommy Lee Wallace                  | 1982           |
| E.T. The Extra-Terrestrial                          | E. T., a földönkívüli                         | Steven Spielberg                   | 1982           |
| The Thing                                           | A dolog                                       | John Carpenter                     | 1982           |
| Poltergeist                                         | Poltergeist – Kopogó szellem                  | Tobe Hooper                        | 1982           |
| Blade Runner                                        | Szárnyas fejvadász                            | Ridley Scott                       | 1982           |
| Tootsie                                             | Aranyoskám                                    | Sydney Pollack                     | 1982           |
| Yol                                                 | Az út                                         | Yilmaz Güney                       | 1982           |
| Diner                                               | Étkezde                                       | Barry Levinson                     | 1982           |
| Fitzcarraldo                                        | Fitzcarraldo                                  | Werner Herzog                      | 1982           |
| Gandhi                                              | Gandhi                                        | Richard Attenborough               | 1982           |
| La notte di San Lorenzo                             | Szent Lőrinc éjszakája                        | Paolo és Vittorio Taviani          | 1982           |
| A Question of Silence                               |                                               | Marleen Gorris                     | 1982           |
| Fanny and Alexander                                 | Fanny és Alexander                            | Ingmar Bergman                     | 1982           |
| The King of Comedy                                  | A komédia királya                             | Martin Scorsese                    | 1982           |
| A Christmas Story                                   | Karácsonyi történet                           | Bob Clark                          | 1983           |
| El Norte                                            | Észak                                         | Gregory Nava                       | 1983           |
| Videodrome                                          | Videodrome                                    | David Cronenberg                   | 1983           |
| Star Wars: Return of the Jedi                       | Star Wars VI. rész – A Jedi visszatér         | Richard Marguand                   | 1983           |
| The Big Chill                                       | A nagy borzongás                              | Lawrence Kasdan                    | 1983           |
| Sans Soleil                                         | Nap nélkül                                    | Chris Marker                       | 1983           |
| Le Dernier Combat                                   | Élethalálharc                                 | Luc Besson                         | 1983           |
| L'Argent                                            | A pénz                                        | Robert Bresson                     | 1983           |
| Utu                                                 | Utu                                           | Geoff Murphy                       | 1983           |
| Terms of Endearment                                 | Becéző szavak                                 | James L. Brooks                    | 1983           |
| The Fourth Man                                      | A negyedik férfi                              | Paul Verhoeven                     | 1983           |
| The Right Stuff                                     | Az igazak                                     | Philip Kaufman                     | 1983           |
| Koyaanisqatsi                                       | Kizökkent világ                               | Godfrey Reggio                     | 1983           |
| Scarface                                            | A sebhelyesarcú                               | Brian De Palma                     | 1983           |
| The Battle of Narayama                              | Narajama balladája                            | Imamura Sóhei                      | 1983           |
| Once Upon a Time in America                         | Volt egyszer egy Amerika                      | Sergio Leone                       | 1984           |
| Amadeus                                             | Amadeus                                       | Milos Forman                       | 1984           |
| The Terminator                                      | Terminátor – A halálosztó                     | James Cameron                      | 1984           |
| Paris, Texas                                        | Párizs, Texas                                 | Wim Wenders                        | 1984           |
| A Nightmare on Elm Street                           | Rémálom az Elm utcában                        | Wes Craven                         | 1984           |
| This Is Spinal Tap                                  | A turné                                       | Billy Crystal                      | 1984           |
| Beverly Hills Cop                                   | Beverly Hills-i zsaru                         | Martin Brest                       | 1984           |
| Ghostbusters                                        | Szellemirtók                                  | Ivan Reitman                       | 1984           |
| A Passage to India                                  | Út Indiába                                    | David Lean                         | 1984           |
| Stranger Than Paradise                              | Florida, a Paradicsom                         | Jim Jarmusch                       | 1984           |
| The Killing Fields                                  | Gyilkos mezők                                 | Roland Joffé                       | 1984           |
| The Natural                                         | Az őstehetség                                 | Barry Levinson                     | 1984           |
| The Breakfast Club                                  | Nulladik óra                                  | John Hughes                        | 1985           |
| Ran                                                 | Káosz                                         | Kuroszava Akira                    | 1985           |
| Igyi i szmotri                                      | Jöjj és lásd!                                 | Elem Klimov                        | 1985           |
| La historia oficial                                 | A hivatalos változat                          | Luis Puenzo                        | 1985           |
| Out of Africa                                       | Távol Afrikától                               | Sydney Pollack                     | 1985           |
| The Purple Rose of Cairo                            | Kairó bíbor rózsája                           | Woody Allen                        | 1985           |
| Back to the Future                                  | Vissza a jövőbe                               | Robert Zemeckis                    | 1985           |
| The Time to Live and the Time to Die (童年往事)     | Az élet és a halál ideje                      | Hou Hsiao-Hsien                    | 1985           |
| Brazil                                              | Brazil (film, 1985)Brazil                     | Terry Gilliam                      | 1985           |
| Kiss of the Spider Woman                            | A Pókasszony csókja                           | Hector Babenco                     | 1985           |
| The Quiet Earth                                     | Csendes föld                                  | Geoff Murphy                       | 1985           |
| Mishima                                             |                                               | Paul Schrader                      | 1985           |
| Prizzi's Honor                                      | A Prizzik becsülete                           | John Huston                        | 1985           |
| Sans toit ni loi                                    | Sem fedél, sem törvény                        | Agnès Varda                        | 1985           |
| Shoah                                               | Shoah                                         | Claude Lanzmann                    | 1985           |
| The Color Purple                                    | Bíborszín                                     | Steven Spielberg                   | 1985           |
| Manhunter                                           | Az embervadász                                | Michael Mann                       | 1986           |
| Stand By Me                                         | Állj mellém!                                  | Rob Reiner                         | 1986           |
| Blue Velvet                                         | Kék bársony                                   | David Lynch                        | 1986           |
| Hannah and Her Sisters                              | Hanna és nővérei                              | Woody Allen                        | 1986           |
| She's Gotta Have It                                 | Nola Darling                                  | Spike Lee                          | 1986           |
| Le Déclin de l'empire américain                     | Az amerikai birodalom bukása                  | Dwnys Arcano                       | 1986           |
| The Fly                                             | A légy                                        | David Cronenberg                   | 1986           |
| Aliens                                              | A bolygó neve: Halál                          | James Cameron                      | 1986           |
| Ferris Bueller's Day Off                            | Meglógtam a Ferrarival                        | John Hughes                        | 1986           |
| Down by Law                                         | Törvénytől sújtva                             | Jim Jarmush                        | 1986           |
| A Room with a View                                  | Szoba kilátással                              | James Ivory                        | 1986           |
| Platoon                                             | A szakasz                                     | Oliver Stone                       | 1986           |
| Caravaggio                                          | Caravaggio                                    | Derek Jaman                        | 1986           |
| Tampopo                                             | Tampopo                                       | Juzo Itami                         | 1986           |
| Peking Opera Blues                                  |                                               | Csui Hark                          | 1986           |
| Salvador                                            | Salvador                                      | Oliver Stone                       | 1986           |
| Top Gun                                             | Top Gun                                       | Tony Scott                         | 1986           |
| Sherman's March                                     |                                               | Ross McElwee                       | 1986           |
| The Horse Thief                                     |                                               | Tian Zhuang-zhuang                 | 1986           |
| Yeelen                                              |                                               | Souleymane Cissé                   | 1987           |
| Der Himmel über Berlin                              | Berlin felett az ég                           | Wim Wenders                        | 1987           |
| Project A, Part II                                  | A nagy balhé 2.                               | Jackie Chan                        | 1987           |
| Babettes gaestebud                                  | Babette lakomája                              | Gabriel Axel                       | 1987           |
| Raising Arizona                                     | Arizonai ördögfióka                           | Coen testvérek                     | 1987           |
| Full Metal Jacket                                   | Acéllövedék                                   | Stanley Kubrick                    | 1987           |
| Withnail and I                                      | Mi ketten                                     | Bruce Robinson                     | 1987           |
| Good Morning, Vietnam                               | Jó reggelt, Vietnam!                          | Barry Levinson                     | 1987           |
| Au Revoir Les Enfants                               | Viszontlátásra, gyerekek!                     | Louis Malle                        | 1987           |
| Broadcast News                                      | A híradó sztárjai                             | James L. Brooks                    | 1987           |
| Housekeeping                                        | Mostohák gyöngye                              | Bill Forsyth                       | 1987           |
| The Princess Bride                                  | A herceg menyasszonya                         | Billy Crystal                      | 1987           |
| Moonstruck                                          | Holdkórosok                                   | Norman Lewison                     | 1987           |
| The Untouchables                                    | Aki legyőzte Al Caponét                       | Brian De Palma                     | 1987           |
| Red Sorghum (紅高梁)                                | Vörös cirokmező                               | Zhang Jimou                        | 1987           |
| The Dead                                            | A holtak                                      | John Huston                        | 1987           |
| Fatal Attraction                                    | Végzetes vonzerő                              | Adrian Lyne                        | 1987           |
| A Chinese Ghost Story (Sien nui yau wan)            | Kínai kísértethistória                        | Leslie Cseung                      | 1987           |
| Mujeres al borde de un ataque de nervios            | Asszonyok a teljes idegösszeomlás szélén      | Pedro Almodóvar                    | 1988           |
| Spoorloos                                           | Nyomtalanul                                   | George Sluizer                     | 1988           |
| Bull Durham                                         | Baseball-bikák                                | Ron Shelton                        | 1988           |
| Ariel                                               |                                               | Aki Kaurismäki                     | 1988           |
| The Thin Blue Line                                  | A keskeny, kék vonal                          | Errol Morris                       | 1988           |
| Akira (アキラ)                                      | Akira                                         | Otomo Kacuhiro                     | 1988           |
| Cinema Paradiso                                     | Cinema Paradiso                               | Giuseppe Tornatore                 | 1988           |
| Hotel Terminus: The Life and Times of Klaus Barbie  |                                               | Marcel Ophüls                      | 1988           |
| A Fish Called Wanda                                 | A hal neve: Wanda                             | Charles Crichton                   | 1988           |
| The Naked Gun                                       | Csupasz pisztoly                              | David Zucker                       | 1988           |
| Big                                                 | Segítség, felnőttem!                          | Penny Marshall                     | 1988           |
| Dangerous Liaisons                                  | Veszedelmes viszonyok                         | Stephen Frears                     | 1988           |
| Grave of the Fireflies (火垂るの墓, Hotaru no Haka) | Szentjánosbogarak sírja                       | Takahata Iszao                     | 1988           |
| Landscape in the Mist (Τοπίο στην ομίχλη)           | Táj a ködben                                  | Theodorosz Angelopoulosz           | 1988           |
| The Decalogue                                       | Tízparancsolat                                | tv-sorozat                         | 1988           |
| Die Hard                                            | Drágán add az életed!                         | John Mc Tiernan                    | 1988           |
| A Tale of the Wind                                  | Széltörténet                                  | Joris Ivens                        | 1988           |
| Who Framed Roger Rabbit                             | Roger nyúl a pácban                           | Robert Zemeckis                    | 1988           |
| Rain Man                                            | Esőember                                      | Barry Levinson                     | 1988           |
| Une affaire de femmes                               | Női ügyek                                     | Claude Chabrol                     | 1988           |
| The Accidental Tourist                              | Az alkalmi turista                            | Lawrence Kasdan                    | 1988           |
| Alice                                               | Alice                                         | Jan Svankmaier                     | 1988           |
| Batman                                              | Batman                                        | Tim Burton                         | 1989           |
| When Harry Met Sally…                               | Harry és Sally                                | Billy Crystal                      | 1989           |
| Crimes and Misdemeanors                             | Bűnök és vétkek                               | Woody Allen                        | 1989           |
| The Cook, the Thief, His Wife and Her Lover         | A szakács, a tolvaj, a feleség és a szeretője | Peter Greenaway                    | 1989           |
| Drugstore Cowboy                                    | Drugstore Cowboy                              | Gus Van Sant                       | 1989           |
| My Left Foot                                        | A bal lábam                                   | Jim Sheridan                       | 1989           |
| Die xue shuang xiong                                | A bérgyilkos                                  | John Woo                           | 1989           |
| Do the Right Thing                                  | Szemet szemért                                | Spike Lee                          | 1989           |
| Roger & Me                                          | Roger és én                                   | Michael Moore                      | 1989           |
| Glory                                               | Az 54. hadtest                                | Edward Zwick                       | 1989           |
| The Asthenic Syndrome                               |                                               | Kira Muratova                      | 1989           |
| Sex, Lies and Videotape                             | Szex, hazugság, videó                         | Steven Soderbergh                  | 1989           |
| Say Anything…                                       | Mondhatsz akármit                             | Cameron Crowe                      | 1989           |
| The Unbelievable Truth                              | Hihetetlen igazság                            | Hal Hartley                        | 1989           |
| A City of Sadness                                   |                                               | Hou Hsiao-hsien                    | 1989           |

### 1990-es évek
| Eredeti cím                                      | Magyar cím                                 | Rendező                                       | Megjelenés éve |
| ------------------------------------------------ | ------------------------------------------ | --------------------------------------------- | -------------- |
| S'en fout la mort                                | Fütyül a halálra                           | Claire Denis                                  | 1990           |
| Reversal of Fortune                              | A szerencse forgandó                       | Barbet Schroeder                              | 1990           |
| Goodfellas                                       | Nagymenők                                  | Martin Scorsese                               | 1990           |
| Jacob's Ladder                                   | Jákob lajtorjája                           | Adrian Lyne                                   | 1990           |
| King of New York                                 | New York királya                           | Abel Ferrera                                  | 1990           |
| Dances with Wolves                               | Farkasokkal táncoló                        | Kevin Costner                                 | 1990           |
| Europa Europa                                    | Európa, Európa                             | Agnieszka Holland                             | 1990           |
| Pretty Woman                                     | Micsoda nő!                                | Garry Marshall                                | 1990           |
| Archangel                                        | Arkangyal                                  | Guy Maddin                                    | 1990           |
| Trust                                            | A semmi ágán                               | Hal Hartley                                   | 1990           |
| Close-Up (Nema-ye Nazdik)                        | Közelkép                                   | Abbas Kiaristami                              | 1990           |
| Edward Scissorhands                              | Ollókezű Edward                            | Tim Burton                                    | 1990           |
| Henry: Portrait of a Serial Killer               | Henry – egy sorozatgyilkos portréja        | John McNaughton                               | 1990           |
| Total Recall                                     | Total Recall – Az emlékmás                 | Paul Verhoeven                                | 1990           |
| Once Upon a Time in China (黃飛鴻)               | Kínai történet                             | Csui Hark                                     | 1991           |
| Boyz'n the Hood                                  | Fekete vidék                               | John Singleton                                | 1991           |
| Raise the Red Lantern (大紅燈籠高高掛)           | Vörös lámpa az ajtó fölött                 | Zhang Jimou                                   | 1991           |
| Delicatessen                                     | Delicatessen                               | Marc Caro, Jean-Pierre Jeunet                 | 1991           |
| A Brighter Summer Day (牯嶺街少年殺人事件)       |                                            | Edward Yang                                   | 1991           |
| Naked Lunch                                      | Meztelen ebéd                              | David Cronenberg                              | 1991           |
| La Belle Noiseuse                                | A szép bajkeverő                           | Jacques Rivette                               | 1991           |
| The Rapture                                      | Elbűvölve                                  | Michael Tolkin                                | 1991           |
| My Own Private Idaho                             | Otthonom, Idaho                            | Gus Van Sant                                  | 1991           |
| Thelma & Louise                                  | Thelma és Louise                           | Ridley Scott                                  | 1991           |
| Terminator 2: Judgment Day                       | Terminátor 2. – Az ítélet napja            | James Cameron                                 | 1991           |
| The Silence of the Lambs                         | A bárányok hallgatnak                      | Jonathan Demme                                | 1991           |
| JFK                                              | JFK – A nyitott dosszié                    | Oliver Stone                                  | 1991           |
| Slacker                                          | Tengő-lengő / Henyék                       | Richard Linklater                             | 1991           |
| Tongues Untied                                   | Szabadszájúak                              | Marlon Riggs                                  | 1991           |
| Hearts of Darkness: A Filmmaker's Apocalypse     | A sötétség mélyén                          | Fax Bahr, George Hickenlooper                 | 1991           |
| La double vie de Véronique                       | Veronika kettős élete                      | Krzysztof Kieślowski                          | 1991           |
| Strictly Ballroom                                | Kötelező táncok                            | Baz Luhrmann                                  | 1992           |
| The Player                                       | A játékos                                  | Robert Altman                                 | 1992           |
| Reservoir Dogs                                   | Kutyaszorítóban                            | Quentin Tarantino                             | 1992           |
| Romper Stomper                                   | Romper Stomper                             | Geoffrey Wriht                                | 1992           |
| Glengarry Glen Ross                              | Glengarry Glen Ross                        | James Foley                                   | 1992           |
| Unforgiven                                       | Nincs bocsánat                             | Clint Eastwood                                | 1992           |
| Bram Stoker's Dracula                            | Drakula                                    | Francis Ford Coppola                          | 1992           |
| Candy Man                                        | Kampókéz                                   | Bernard Ross                                  | 1992           |
| Conte d'hiver                                    | A tél meséje                               | Eric Rohmer                                   | 1992           |
| Aileen Wuornos: The Selling of a Serial Killer   | A rém                                      | David Fincher                                 | 1992           |
| The Crying Game                                  | Síró játék                                 | Neil Jordan                                   | 1992           |
| C'est arrivé près de chez vous                   | Veled is megtörténhet                      | Rémy Belvaux, André Bonzel, Benoît Poelvoorde | 1992           |
| The Actress (阮玲玉)                             | A színésznő                                | Stanlej Kvan                                  | 1992           |
| Farewell My Concubine (霸王別姬)                 | Isten veled, ágyasom                       | Csen Kaigen                                   | 1993           |
| Thirty Two Short Films About Glenn Gould         |                                            | François Girard                               | 1993           |
| Groundhog Day                                    | Idétlen időkig                             | Harold Ramis                                  | 1993           |
| Short Cuts                                       | Rövidre vágva                              | Robert Altman                                 | 1993           |
| Philadelphia                                     | Philadelphia – Az érinthetetlen            | Jonathan Demme                                | 1993           |
| Jurassic Park                                    | Jurassic Park                              | Steven Spielberg                              | 1993           |
| The Age of Innocence                             | Az ártatlanság kora                        | Martin Scorsese                               | 1993           |
| The Puppetmaster                                 | A bábművész                                | Hou Hsiao-Hsien                               | 1993           |
| Schindler's List                                 | Schindler listája                          | Steven Spielberg                              | 1993           |
| Trois couleurs: Bleu                             | Három szín: kék                            | Krzysztof Kieślowski                          | 1993           |
| The Piano                                        | Zongoralecke                               | Jane Campion                                  | 1993           |
| The Blue Kite (蓝风筝)                           | A kék papírsárkány                         | Tien Zhuang-zhuang                            | 1993           |
| The Wedding Banquet (喜宴)                       | Az esküvői bankett                         | Ang Lee                                       | 1993           |
| Trois Couleurs: Rouge                            | Három szín: Piros                          | Krzysztof Kieślowski                          | 1994           |
| Hoop Dreams                                      | Hoop Dreams                                | Steve James                                   | 1994           |
| Forrest Gump                                     | Forrest Gump                               | Robert Zemeckis                               | 1994           |
| Clerks                                           | Shop-stop                                  | Kevin Smith                                   | 1994           |
| Four Weddings and a Funeral                      | Négy esküvő és egy temetés                 | Mike Newell                                   | 1994           |
| The Lion King                                    | Az oroszlánkirály                          | Walt Disney Ltd.                              | 1994           |
| Sátántangó                                       | Sátántangó                                 | Tarr Béla                                     | 1994           |
| Natural Born Killers                             | Született gyilkosok                        | Oliver Stone                                  | 1994           |
| The Last Seduction                               | Végső csábítás                             | John Dahl                                     | 1994           |
| Pulp Fiction                                     | Ponyvaregény                               | Quentin Tarantino                             | 1994           |
| The Shawshank Redemption                         | A remény rabjai                            | Frank Darabont                                | 1994           |
| Les Roseaux sauvages                             | Vad nád                                    | André Téchiné                                 | 1994           |
| Chungking Express (重慶森林)                     | Csungking expressz                         | Vóng Ká-vaj                                   | 1994           |
| Crumb                                            | Crumb                                      | Terry Zwigoff                                 | 1994           |
| Heavenly Creatures                               | Mennyei teremtmények                       | Peter Jackson                                 | 1994           |
| Through the Olive Trees (Zire darakhatan zeyton) | Az olajligeten át                          | Abbas Kiarostami                              | 1994           |
| Riget                                            | A Birodalom                                | tv-sorozat                                    | 1994           |
| Caro diario                                      | Kedves naplóm                              | Nanni Moretti                                 | 1994           |
| Casino                                           | Casino                                     | Martin Scorsese                               | 1995           |
| Deseret                                          | Deseret                                    | James Benning                                 | 1995           |
| Babe                                             | Babe: Kismalac a nagyvárosban              | Chris Noonan                                  | 1995           |
| Toy Story                                        | Toy Story – Játékháború                    | John Lasseter                                 | 1995           |
| Strange Days                                     | Strange Days – A halál napja               | Kathryn Bigelow                               | 1995           |
| Braveheart                                       | A rettenthetetlen                          | Mel Gibson                                    | 1995           |
| Safe                                             | Elkülönítve                                | Todd Haynes                                   | 1995           |
| Clueless                                         | Spinédzserek                               | Amy Heckerling                                | 1995           |
| Heat                                             | Szemtől szembe                             | Michael Mann                                  | 1995           |
| Zero Kelvin                                      | Abszolút nulla fok                         | Hans Petter Moland                            | 1995           |
| Seven (Se7en)                                    | Hetedik                                    | David Fincher                                 | 1995           |
| Smoke                                            | Füst                                       | Vajne Vang                                    | 1995           |
| Badkonake sefid                                  | A fehér léggömb                            | Dzsafar Panahi                                | 1995           |
| Cyclo (Xich lo)                                  | A riksás fiú                               | Trän Anh Húng                                 | 1995           |
| Underground (Podzemlje)                          | Underground                                | Emir Kusturica                                | 1995           |
| दिलवाले दुल्हनिया ले जाएँग (Dilwale Dulhania Le Jayenge )  | Bátraké a menyasszony                      | Aditya Chopra                                 | 1995           |
| Dead Man                                         | Halott ember                               | Jim Jarmusch                                  | 1995           |
| The Usual Suspects                               | Közönséges bűnözők                         | Bryan Singer                                  | 1995           |
| The Pillow Book                                  | Párnakönyv                                 | Peter Greenaway                               | 1996           |
| Three Lives and Only One Death                   | Három élet, egy halál                      | Raúl Ruiz                                     | 1996           |
| Fargo                                            | Fargo                                      | Joel Coen                                     | 1996           |
| Independence Day                                 | A függetlenség napja                       | Roland Emmerich                               | 1996           |
| Secrets and Lies                                 | Titkok és hazugságok                       | Mike Leigh                                    | 1996           |
| Breaking the Waves                               | Hullámtörés                                | Lars von Trier                                | 1996           |
| The English Patient                              | Az angol beteg                             | Anthony Minghella                             | 1996           |
| Gabbeh                                           | Gabbeh                                     | Mohsen Makhmalbaf                             | 1996           |
| Lone Star                                        | Ahol a legendák születnek                  | John Sayles                                   | 1996           |
| Trainspotting                                    | Trainspotting                              | Danny Boyle                                   | 1996           |
| Scream                                           | Sikoly                                     | Wes Craven                                    | 1996           |
| Deconstructing Harry                             | Agyament Harry                             | Woody Allen                                   | 1997           |
| L.A. Confidential                                | Szigorúan bizalmas                         | Curtis Hanson                                 | 1997           |
| Happy Together (春光乍泄)                        | Édes2kettes                                | Vong Kar-vai                                  | 1997           |
| Princess Mononoke (もののけ姫)                   | A vadon hercegnője                         | Mijazaki Hajao                                | 1997           |
| Fast, Cheap and Out of Control                   |                                            | Errol Morris                                  | 1997           |
| The Butcher Boy                                  | A kis véreskezű                            | Neil Jordan                                   | 1997           |
| The Ice Storm                                    | Jégvihar                                   | Ang Lee                                       | 1997           |
| Boogie Nights                                    | Boogie Nights                              | Paul Thomas Anderson                          | 1997           |
| Kundun                                           | Kundun                                     | Martin Scorsese                               | 1997           |
| The Sweet Hereafter                              | Eljövendő szép napok                       | Atom Egoyan                                   | 1997           |
| Funny Games                                      | Furcsa játék                               | Michael Haneke                                | 1997           |
| طعم گيلاس (Ta'm-e gīlās)                         | A cseresznye íze                           | Abbas Kiarostami                              | 1997           |
| Abre los ojos                                    | Nyisd ki a szemed                          | Alejandro Amenábar                            | 1997           |
| Maty i szin                                      | Anya és fia                                | Alekszandr Szokurov                           | 1997           |
| Titanic                                          | Titanic                                    | James Cameron                                 | 1997           |
| Tetsuo (鉄男)                                    | Tetsuo – A vasember                        | Sinja Csukamoto                               | 1998           |
| Festen                                           | Születésnap                                | Thomas Vinterberg                             | 1998           |
| Saving Private Ryan                              | Ryan közlegény megmentése                  | Steven Spielberg                              | 1998           |
| Buffalo '66                                      | Buffalo '66, avagy Megbokrosodott teendők  | Vincent Gallo                                 | 1998           |
| Lock, Stock and Two Smoking Barrels              | A ravasz, az agy, és két füstölgő puskacső | Guy Ritchie                                   | 1998           |
| Lola rennt                                       | A lé meg a Lola                            | Tom Tykwer                                    | 1998           |
| Rushmore                                         | Okostojás                                  | Wes Anderson                                  | 1998           |
| Pi                                               | Pi                                         | Darren Arenofsky                              | 1998           |
| Happiness                                        | A boldogságtól ordítani                    | Todd Solondz                                  | 1998           |
| The Thin Red Line                                | Az őrület határán                          | Terrence Malick                               | 1998           |
| Idioterne                                        | Idióták                                    | Lars von Trier                                | 1998           |
| Sombre                                           | Sötét utak                                 | Philippe Grangrieux                           | 1998           |
| Ringu (リング)                                   | A kör                                      | Hideo Nakata                                  | 1998           |
| There's Something About Mary                     | Keresd a nőt!                              | Farrelly testvérek                            | 1998           |
| Magnolia                                         | Magnólia                                   | Paul Thomas Anderson                          | 1999           |
| Beau Travail                                     |                                            | Claire Denis                                  | 1999           |
| The Blair Witch Project                          | Ideglelés                                  | Eduardo Sánchez, Daniel Myrick                | 1999           |
| Taboo (御法度)                                   | Tabu                                       | Nagisa Osima                                  | 1999           |
| Rosetta                                          | Rosetta                                    | Jean-Pierre és Luc Gardenne                   | 1999           |
| Todo sobre mi madre                              | Mindent anyámról                           | Pedro Almodóvar                               | 1999           |
| Three Kings                                      | Sivatagi cápák                             | David O. Russell                              | 1999           |
| The Wind Will Carry Us (Bād mā rā khāhad bord)   | Szelek szárnyán                            | Abbas Kiarostami                              | 1999           |
| The Audition (オーディション)                    | Meghallgatás                               | Takasi Miike                                  | 1999           |
| Le temps retrouvé                                | Megtalált idő                              | Raúl Ruiz                                     | 1999           |
| Fight Club                                       | Harcosok klubja                            | David Fincher                                 | 1999           |
| Being John Malkovich                             | A John Malkovich menet                     | Spike Jonze                                   | 1999           |
| American Beauty                                  | Amerikai szépség                           | Sam Mendes                                    | 1999           |
| Attack the Gas Station (주유소 습격 사건)        | Benzinkúti rablás                          | Kim Sang-jin                                  | 1999           |
| Eyes Wide Shut                                   | Tágra zárt szemek                          | Stanley Kubrick                               | 1999           |
| The Sixth Sense                                  | Hatodik érzék                              | M. Night Shyamalan                            | 1999           |
| The Matrix                                       | Mátrix                                     | Larry és Andy Wachowski                       | 1999           |

### 2000-es évek
| Eredeti cím                                       | Magyar cím                       | Rendező                        | Megjelenés éve |
| ------------------------------------------------- | -------------------------------- | ------------------------------ | -------------- |
| Nueve reinas                                      | A kilenc királynő                | Fabián Bielinsky               | 2000           |
| La Captive                                        | A fogolynő                       | Chantal Akerman                | 2000           |
| In the Mood for Love (花樣年華)                   | Szerelemre hangolva              | Vóng Ká-vaj                    | 2000           |
| Ali Zaoua, prince de la rue                       | Ali Zaoua, az utca hercege       | Nabil Ayouch                   | 2000           |
| Gladiator                                         | Gladiátor                        | Ridley Scott                   | 2000           |
| Kippur                                            | Kippur                           | Amos Gitai                     | 2000           |
| Yi Yi: A One and a Two (一一)                     | Családi kötelékek                | Edward Yang                    | 2000           |
| Requiem for a Dream                               | Rekviem egy álomért              | Darren Aronofsky               | 2000           |
| Amores perros                                     | Korcs szerelmek                  | Alejandro González Iñárritu    | 2000           |
| Meet the Parents                                  | Apádra ütök                      | Jay Roach                      | 2000           |
| Signs & Wonders                                   |                                  | Jonathan Nossiter              | 2000           |
| Crouching Tiger, Hidden Dragon (臥虎藏龍)         | Tigris és sárkány                | Ang Lee                        | 2000           |
| Traffic                                           | Traffic                          | Steven Soderbergh              | 2000           |
| Les Glaneurs et la Glaneuse                       | A szedegetők és én/ Kukázók      | Agnès Varda                    | 2000           |
| Memento                                           | Mementó                          | Christopher Nolan              | 2000           |
| Dancer in the Dark                                | Táncos a sötétben                | Lars von Trier                 | 2000           |
| O Brother, Where Art Thou?                        | Ó, testvér, merre visz az utad?  | Coen testvérek                 | 2000           |
| Le fabuleux destin d'Amélie Poulain               | Amélie csodálatos élete          | Jean-Pierre Jeunet             | 2001           |
| What Time Is It There? (你那边几点)               | És ott hány óra van?             | Csai Ming-liang                | 2001           |
| Y Tu Mama Tambien                                 | Anyádat is                       | Alfonso Cuarón                 | 2001           |
| Safar e Ghandehar                                 | Kandahár                         | Mohsen Makhmalbaf              | 2001           |
| Spirited Away (千と千尋の神隠し)                  | Chihiro Szellemországban         | Mijazaki Hajao                 | 2001           |
| The Piano Teacher                                 | A zongoratanárnő                 | Michael Haneke                 | 2001           |
| La Stanza del Figlio                              | A fiú szobája                    | Nanni Moretti                  | 2001           |
| Ničija zemlja                                     | Senkiföldje                      | Danis Tanović                  | 2001           |
| Moulin Rouge!                                     | Moulin Rouge!                    | Baz Luhrmann                   | 2001           |
| Monsoon Wedding                                   | Esküvő monszun idején            | Mira Nair                      | 2001           |
| À ma soeur!                                       | A nővéremnek!                    | Catherina Breillat             | 2001           |
| Mulholland Drive                                  | A sötétség útja                  | David Lynch                    | 2001           |
| The Royal Tenenbaums                              | Tenenbaum, a háziátok            | Wes Anderson                   | 2001           |
| The Lord of the Rings: The Fellowship of the Ring | A Gyűrűk Ura: A Gyűrű Szövetsége | Peter Jackson                  | 2001           |
| A.I.: Artificial Intelligence                     | A. I. – Mesterséges értelem      | Steven Spielberg               | 2001           |
| Gangs of New York                                 | New York bandái                  | Martin Scorsese                | 2002           |
| The Pianist                                       | A zongorista                     | Roman Polański                 | 2002           |
| Hable con ella                                    | Beszélj hozzá                    | Pedro Almodóvar                | 2002           |
| Cidade de Deus                                    | Isten városa                     | Fernando Meirelles, Kátia Lund | 2002           |
| Русский ковчег                                    | Orosz bárka                      | Alekszandr Szokurov            | 2002           |
| Far From Heaven                                   | Távol a mennyországtól           | Todd Haynes                    | 2002           |
| Adaptation                                        | Adaptáció                        | Spike Jonze                    | 2002           |
| Chicago                                           | Chicago                          | Rob Marshall                   | 2002           |
| Hero (英雄)                                       | Hős                              | Csang Ji-mou (Zhang Yimou)     | 2002           |
| The Lord of the Rings: The Two Towers             | A Gyűrűk Ura: A két torony       | Peter Jackson                  | 2002           |
| Les Invasions barbares                            | Barbárok a kapuk előtt           | Denys Arcand                   | 2003           |
| Kill Bill: Vol. 1                                 | Kill Bill 1.                     | Quentin Tarantino              | 2003           |
| Oldboy                                            | Oldboy                           | Park Csan-vuk                  | 2003           |
| Good Bye, Lenin!                                  | Good bye, Lenin!                 | Wolfgang Becker                | 2003           |
| The Lord of the Rings: The Return Of The King     | A Gyűrűk Ura: A király visszatér | Peter Jackson                  | 2003           |
| Fahrenheit 9/11                                   | Fahrenheit 9/11                  | Michael Moore                  | 2004           |
| The Passion Of The Christ                         | A passió                         | Mel Gibson                     | 2004           |
| Collateral                                        | Collateral – A halál záloga      | Michael Mann                   | 2004           |
| The Aviator                                       | Aviátor                          | Martin Scorsese                | 2004           |
| Million Dollar Baby                               | Millió dolláros bébi             | Clint Eastwood                 | 2004           |